# Ala (aeronáutica)

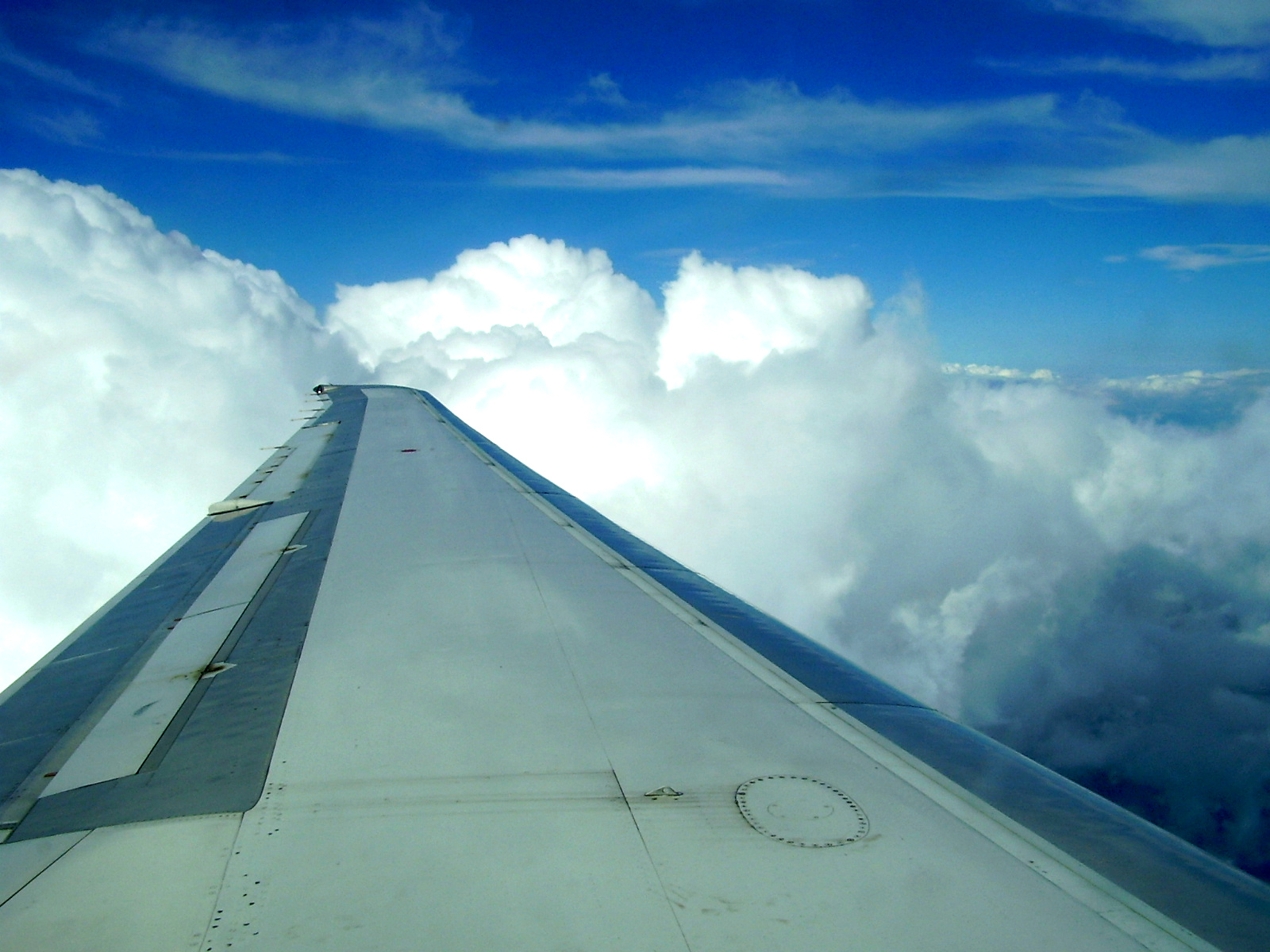
Ala de un avión en vuelo.

En aeronáutica se denomina ala a un cuerpo aerodinámico de configuración muy fuerte y resistente estructuralmente, compuesta por un perfil aerodinámico o perfil alar envolviendo a uno o más largueros y que es capaz de generar una diferencia de presiones entre su cara superior (extradós) y su cara inferior (intradós) al desplazarse por el aire lo que produce la fuerza ascendente de sustentación que mantiene al avión en vuelo. El ala típica también utiliza el principio de acción y reacción generando una fuerza cuya componente vertical contrarresta al peso. En el caso particular de las alas para aviones supersónicos, el diseño está orientado a usar solo este efecto de la "reacción" y se evita la sustentación aerodinámica. El ala compensará por tanto el peso del avión y a su vez generará una resistencia. El efecto de sustentación aerodinámica existe debido a las características neumáticas del aire, es su compresibilidad la que hace posible el desbalance entre las presiones de las caras del intradós y el extradós.
Se utiliza en diversas aeronaves, es el componente de referencia de las aeronaves de ala fija (avión por ejemplo), pero no es exclusivo de ellas. Por ejemplo, los helicópteros como AH-64 Apache y los Autogiros son dos tipos de aeronave de alas giratorias que, aparte de sus alas giratorias, posee además unas alas fijas que utiliza para llevar armamento; en este caso la función principal de sustentar la aeronave se pierde, pero sigue siendo un ala (embrionaria) cuya función principal se ha cambiado por otra.

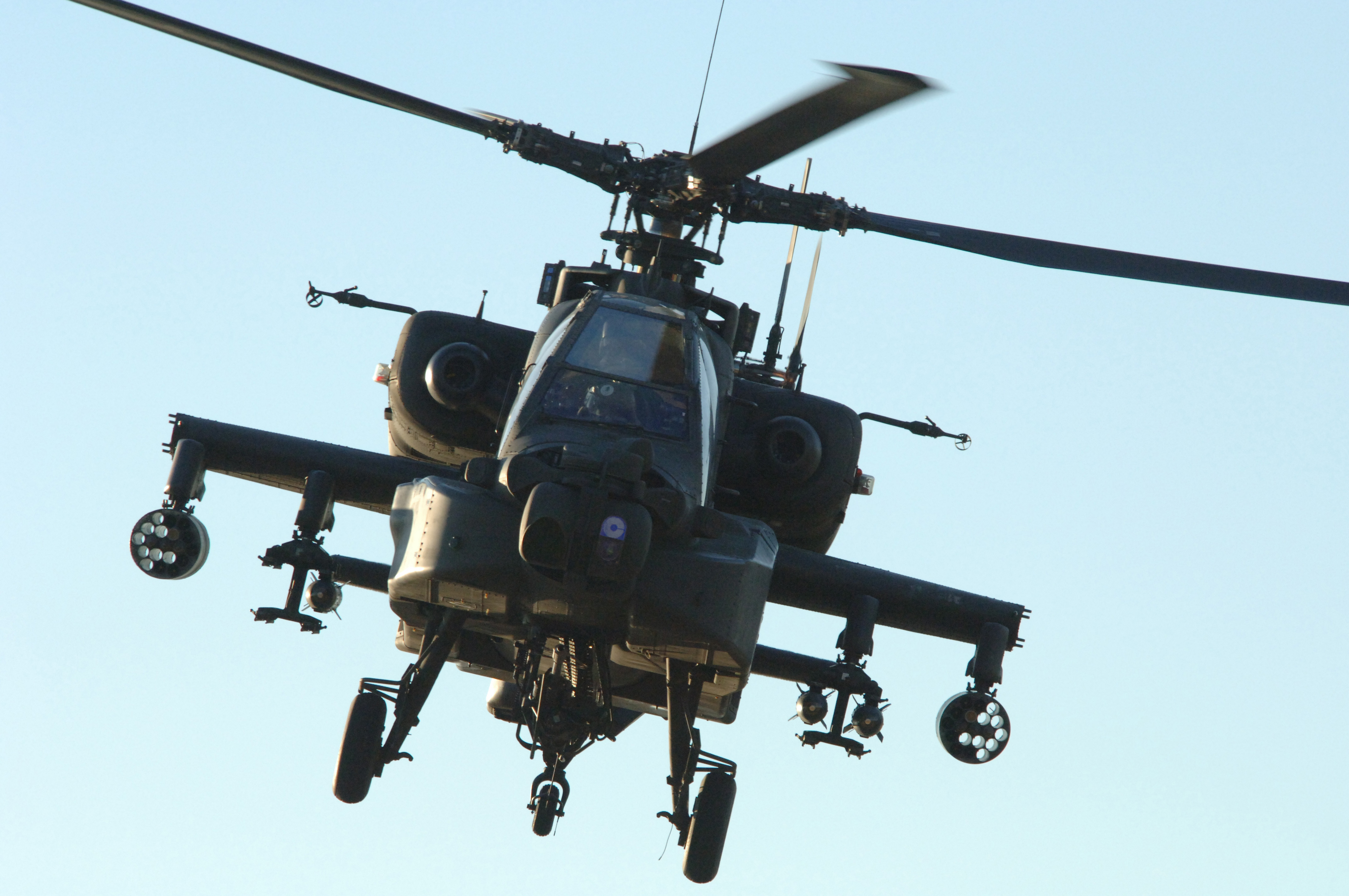
Vista frontal del AH-64 Apache con alas fijas cargando armamento.

Los pioneros de la aviación, tratando de emular el vuelo de las aves, construyeron todo tipo de artefactos dotados de alas articuladas que generaban corrientes de aire o bien construyeron artefactos planeadores que al lanzarse desde sitios elevados con corrientes de aire ofrecían sustentación. Solo cuando se pudo disponer de un motor de suficiente potencia se construyeron aeroplanos con alas fijas, que surcaban el aire en vez de moverlo de manera autopropulsada, fue entonces posible el vuelo de máquinas más pesadas que el  aire por sus propios medios y no dependientes de la gravedad, como los planeadores. Fueron los hermanos Wright en 1903 quienes consiguieron el primer vuelo autopropulsado; sin embargo Alberto Santos Dumont fue el primero en cumplir un circuito preestablecido, bajo la supervisión oficial de especialistas en la materia, periodistas y ciudadanos parisinos. El 23 de octubre de 1906, voló cerca de 60 metros a una altura de 2 a 3 metros del suelo con su 14-bis, en el campo de Bagatelle en París.
Santos Dumont fue realmente la primera persona en realizar un vuelo en una aeronave más pesada que el aire por medios propios, ya que el Kitty Hawk de los hermanos Wright necesitó de la catapulta hasta 1908. Realizado en París, Francia el 12 de noviembre de 1906, no solo tuvo buenos testigos presentes y por la prensa, sino también lo vieron varios aviadores y autoridades. Asimismo son de destacar los planeadores construidos por John Joseph Montgomery y Otto Lilienthal que consiguieron vuelos sustentados (con alas) y controlados pero no autopropulsados (es decir, carecían de motor). Aunque hay alas de todos los tipos y formas, todas obedecen a los mismos principios explicados con anterioridad y están caracterizadas por una forma alargada (una dimensión es bastante mayor que las otras dimensiones).
En un avión moderno el ala cumple además otras funciones aparte de sustentar el peso conjunto propio de las alas más el del resto de la estructura, principalmente el fuselaje y las superficies de mando como el estabilizador horizontal y el timón de dirección. En las funciones del ala, que es además uno de los componentes que más ha evolucionado desde el inicio de la aviación como se puede ver en su evolución histórica. Al ser una de las partes más importantes del avión (y quizás la más estudiada)hasta el punto de que desde los años 30 existieron aeronaves sin fuselaje ni superficies de mando independientes, las llamadas ala volante, resulta que es posiblemente la que más terminología emplee para distinguir sus diferentes partes, contando con partes móviles, partes estructurales y partes geométricas. Por último, es interesante observar como las diferentes formas en planta se han adaptado a los diferentes regímenes de vuelo.

## Funciones del ala
El ala es el principal componente de un avión, su principal función es asegurar la sustentación, que compensa al peso. Esto hace que el avión pueda mantener un vuelo estable. Pero al ser una estructura bastante grande, la evolución tecnológica de los aviones ha hecho que adquiera una serie de nuevas funciones aparte de mantener el vuelo. El ala es diseñada basándose en criterios de actuaciones en vuelo, es decir la velocidad de diseño, el coeficiente de planeo, la carga útil, la maniobrabilidad del avión, todo ello implica consideraciones de diseño estructural y finalmente factores de diseño global del avión (por ejemplo, donde poner un sistema u otro).
Un resumen de sus funciones principales sería el siguiente:
- Dar sustentación y mantener el vuelo compensando el peso del avión.
- Proveer de control al avión en vuelo. Normalmente el ala es la encargada de las funciones de control de balance, mediante la disposición del diedro, así como las funciones de control alrededor del eje longitudinal mediante los alerones. En algunas alas (por ejemplo ala en delta) es también la encargada del control de cabeceo (normalmente se encarga el estabilizador horizontal (lateral).
- Asegurar la capacidad de despegue y aterrizaje del avión, cosa que suele realizar ayudándose de los dispositivos hipersustentadores, aumentando el área efectiva y el coeficiente de sustentación.
- En aquellos aviones con motores en ala, es la encargada de sujetar el o los motores y transmitir su empuje al avión completo. Así como los sistemas necesarios para el drenaje de aire del motor, suministro de combustible y control del motor (cableado, el sistema que realiza el control del motor no está situado normalmente en el ala).
- Alojar el combustible, con el paso de los años el ala se ha adaptado para llevar en el interior de sus estructura el combustible que el avión utiliza para el vuelo. Esto se debe a que el peso del combustible no ha de alterar la posición del centro de gravedad para mantener el centrado aerodinámico del avión. El combustible se lleva también en la parte baja del encastre y en algunos aviones de transporte grandes en un depósito trasero para mantener el centrado. Por lo tanto la estructura interna del ala debe estar preparada para contener combustible (protección química).[5]

- Luces y señalización. En los extremos del ala suelen encontrarse normalmente luces que son utilizadas para la señalización como por ejemplo, las luces de navegación, de posición y en algunas aeronaves de ala fija se instalan las luces de aterrizaje y carreteo.[6]
- Soporte de armamento. En los aviones militares los misiles suelen estar montados sobre el ala y el fuselaje.
- Soporte de tanques de combustible externos, muchos aviones (en especial militares) llevan tanques de combustible auxiliares para misiones con el alcance extendido.
- Alojamiento del tren de aterrizaje, muchos aviones tiene parte o bien todo el tren de aterrizaje dentro del ala.[7]
- Soporte para salida de emergencia, al estar muchas salidas de emergencia localizadas al lado del ala, el ala debe ser capaz de aguantar en un momento de evacuación a los pasajeros sobre ella.

## Historia y configuración del ala

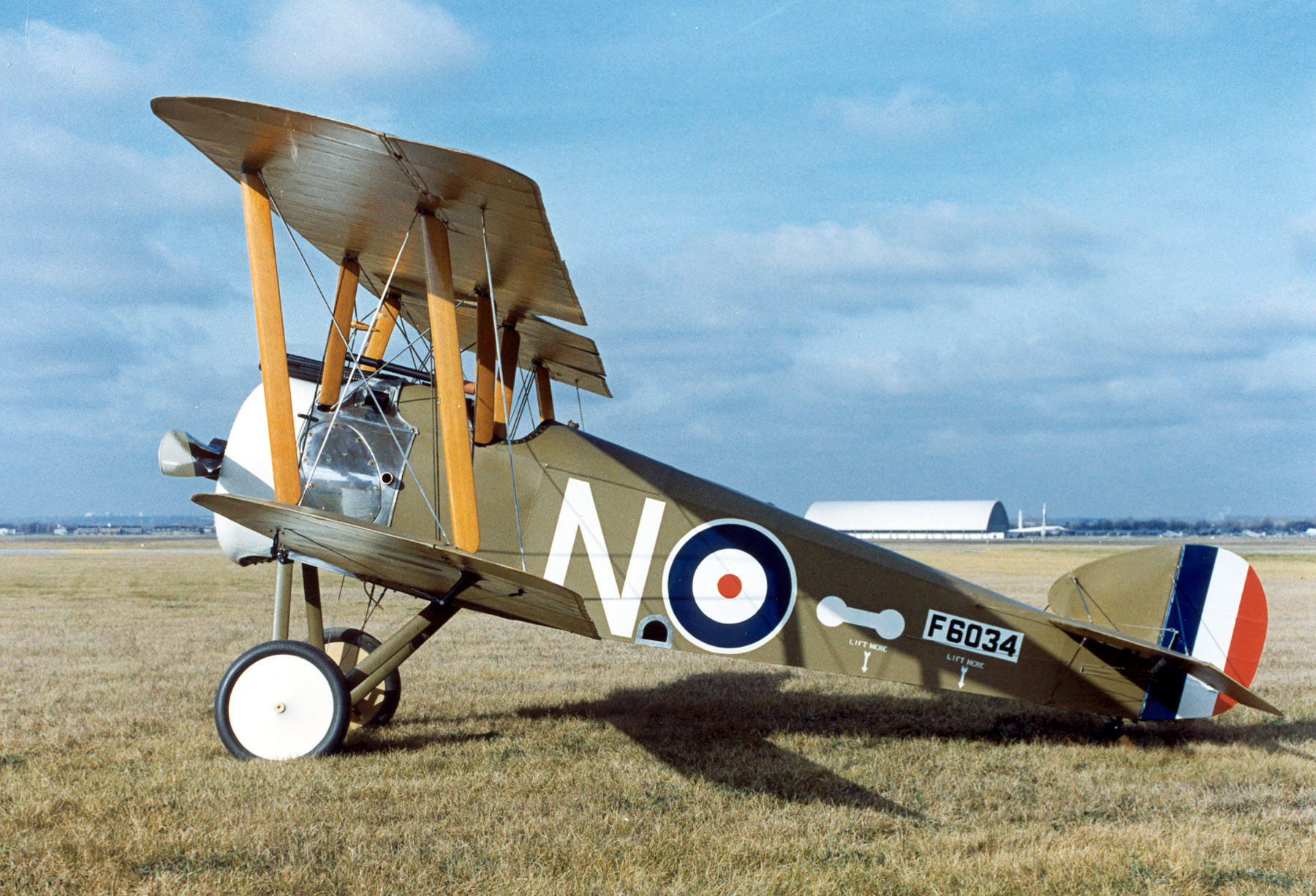
Un Sopwith Camel, caza biplano de la Primera Guerra Mundial.

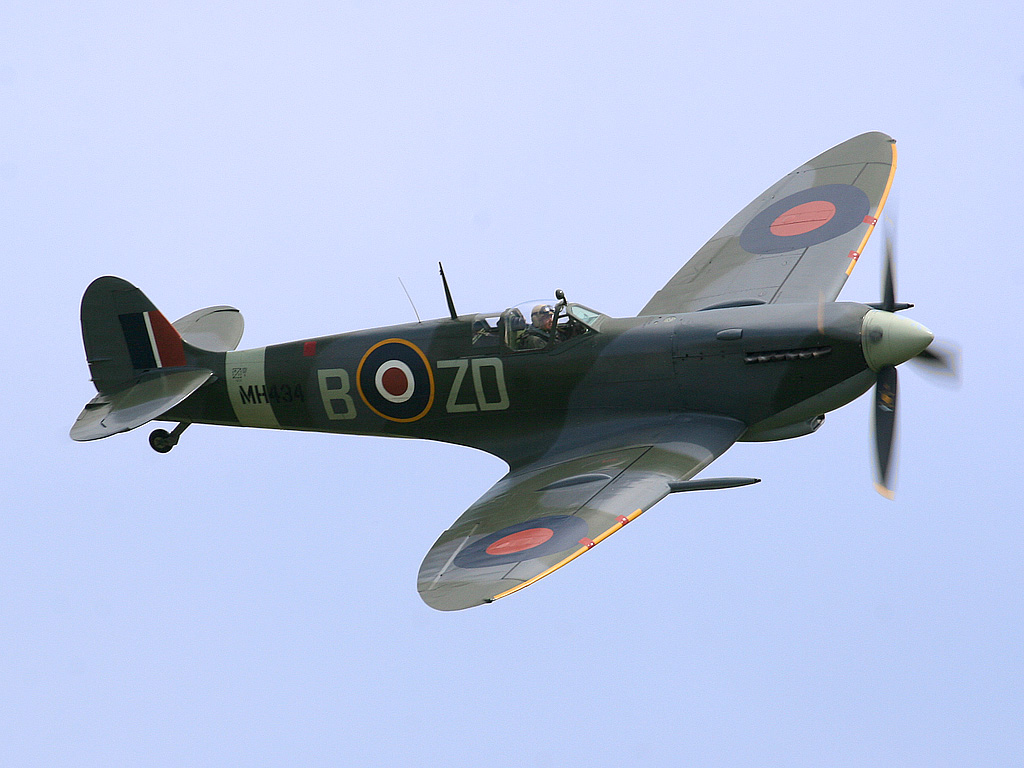
Supermarine Spitfire, un ejemplo de avión monocasco de la Segunda Guerra Mundial.

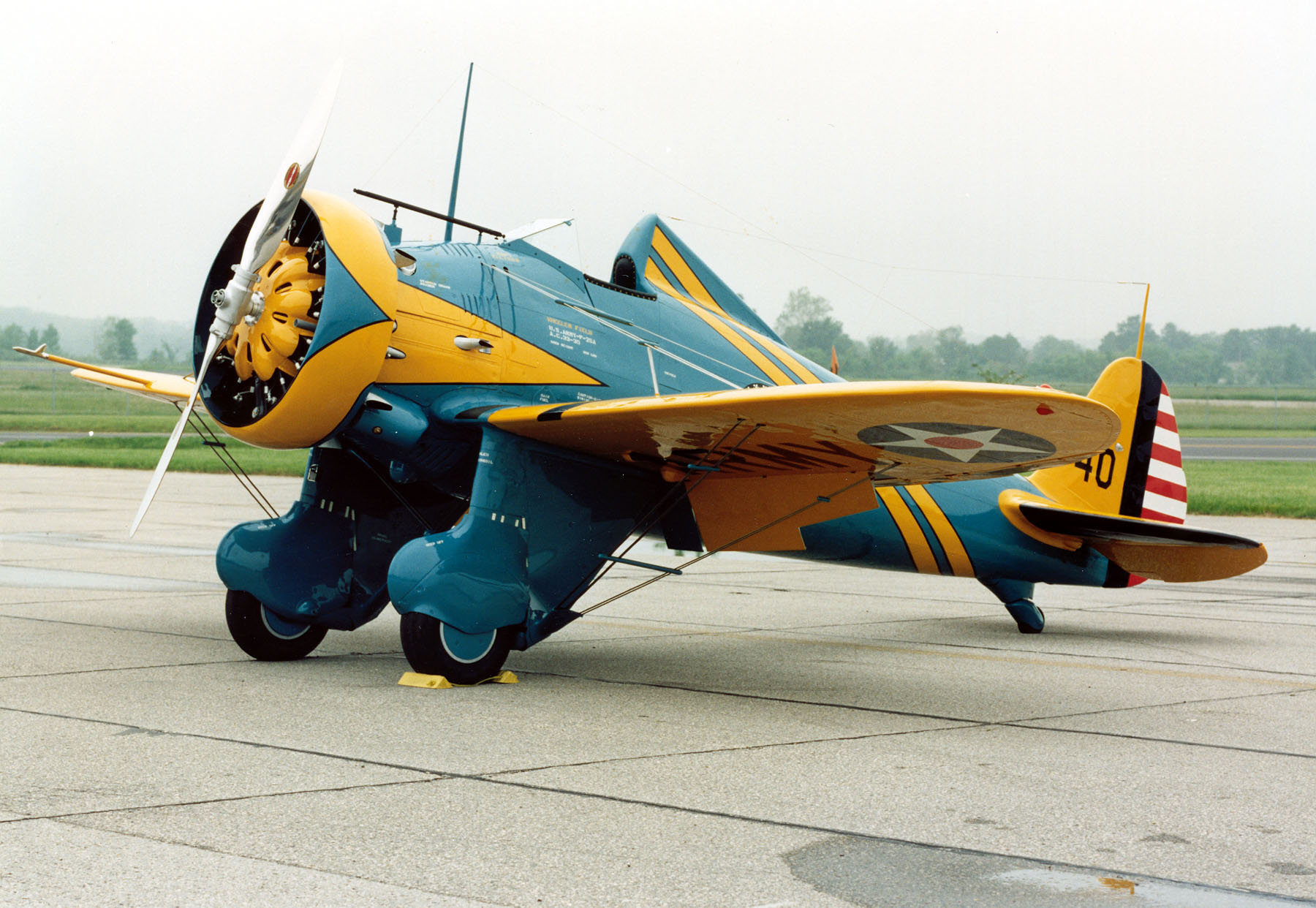
P26-A Peashooter, un ejemplo de avión monoplano de los años 1930, pero con tensores externos.

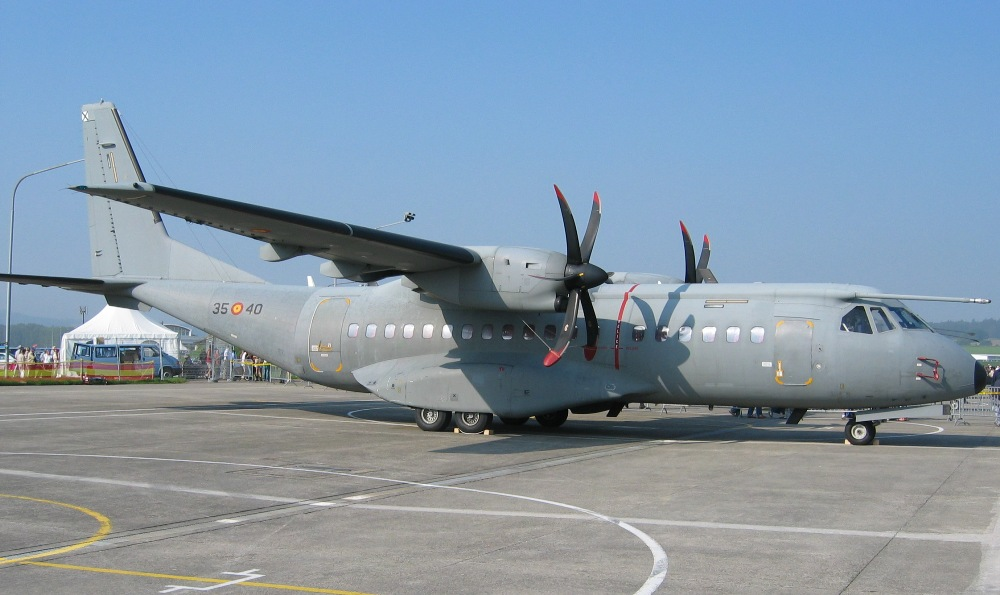
Ejemplo de configuración con ala alta de un C-295, donde el tren de aterrizaje se encuentra en el fuselaje.

Los primeros aviones fueron construidos con la configuración alar de biplano donde dos alas eran unidas entre sí mediante tirantes y rigidizadores. Los motivos de esta configuración eran debidos a problemas estructurales, no era posible tener una estructura lo suficientemente resistente como para aguantar toda la sustentación que necesitaba el avión usando solamente un ala, era necesario minimizar el tamaño del ala (y por tanto los esfuerzos estructurales) y por lo tanto se necesitó aumentar su número para hacer que el avión volara. Esta configuración se mantuvo durante mucho tiempo (incluso hubo algún avión de configuración triplano e incluso multiplano de más de tres alas) hasta la aparición de los aviones monoplano gracias a un avance en la ciencia de materiales y de estructuras.
Como se puede ver en la imagen del Sopwith Camel, los aviones biplanos utilizaban elementos externos (debido a la falta de rigidez de las alas) para dar la resistencia necesaria a las alas durante el vuelo y, sobre todo, las maniobras. Estos elementos en un principio no eran aerodinámicos (más bien cuerpos romos y daban una gran resistencia al vuelo. Un gran avance fue la introducción del avión monoplano y sobre todo el avión semimonocasco y monocasco
Las configuraciones actuales de aviones comerciales y de aviones de transporte suelen ser de una sola ala y configuración semimonocasco. El ala se diseña para poder resistir por ella misma todos los esfuerzos que se puede encontrar durante el vuelo y realiza varias funciones. Este diseño es el básico en todas las configuraciones volando en subsónico aunque, debido a motivos especiales, algunos aviones usan configuraciones distintas para resolver problemas concretos.
Los aviones monoplano tienen diversas configuraciones posibles. Bien pueden tener el ala baja donde el ala va a la altura del fuselaje inferior, lo que facilita el acceso al motor pero obliga a tener un tren de aterrizaje más grande, es la más usada en aviones comerciales de pasajeros. Otra ala tradicional es el ala alta, donde el ala está instalada en la parte superior del fuselaje, con lo cual se requiere un tren de aterrizaje más pequeño pero crea problemas en la zona del fuselaje donde se encuentra el ala ya que el espacio es más reducido. También tenemos el ala media típica de los cazas militares y el parasol que es un ala montada por encima del fuselaje. Por regla general, los aviones comerciales de pasajeros suelen ser de ala baja para poder dar cabida a mayor número de pasajeros y el tren de aterrizaje se suele colocar en el carenado del vientre (del inglés belly fairing) del avión. Los aviones de transporte suelen ser derivaciones de aviones comerciales o bien aviones específicos para transporte (especialmente los aviones de transporte militar como el A400M), estos aviones tienden a ser de configuración de ala alta y tienen su tren de aterrizaje en la parte inferior del fuselaje, siendo bastante corto. Esto permite que haya más espacio alrededor para realizar operaciones de carga y descarga.

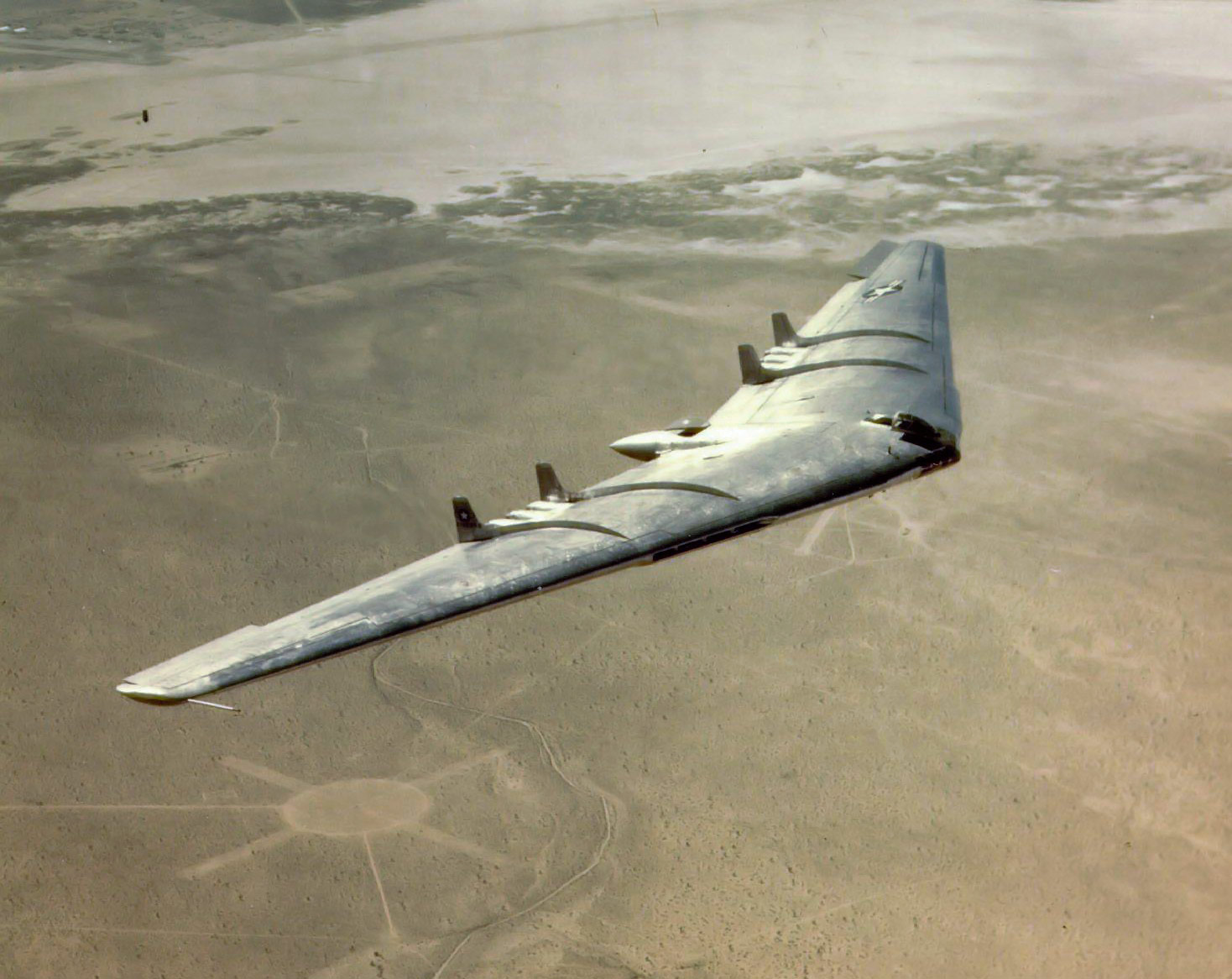
Ejemplo de ala volante: Northrop YB-49.

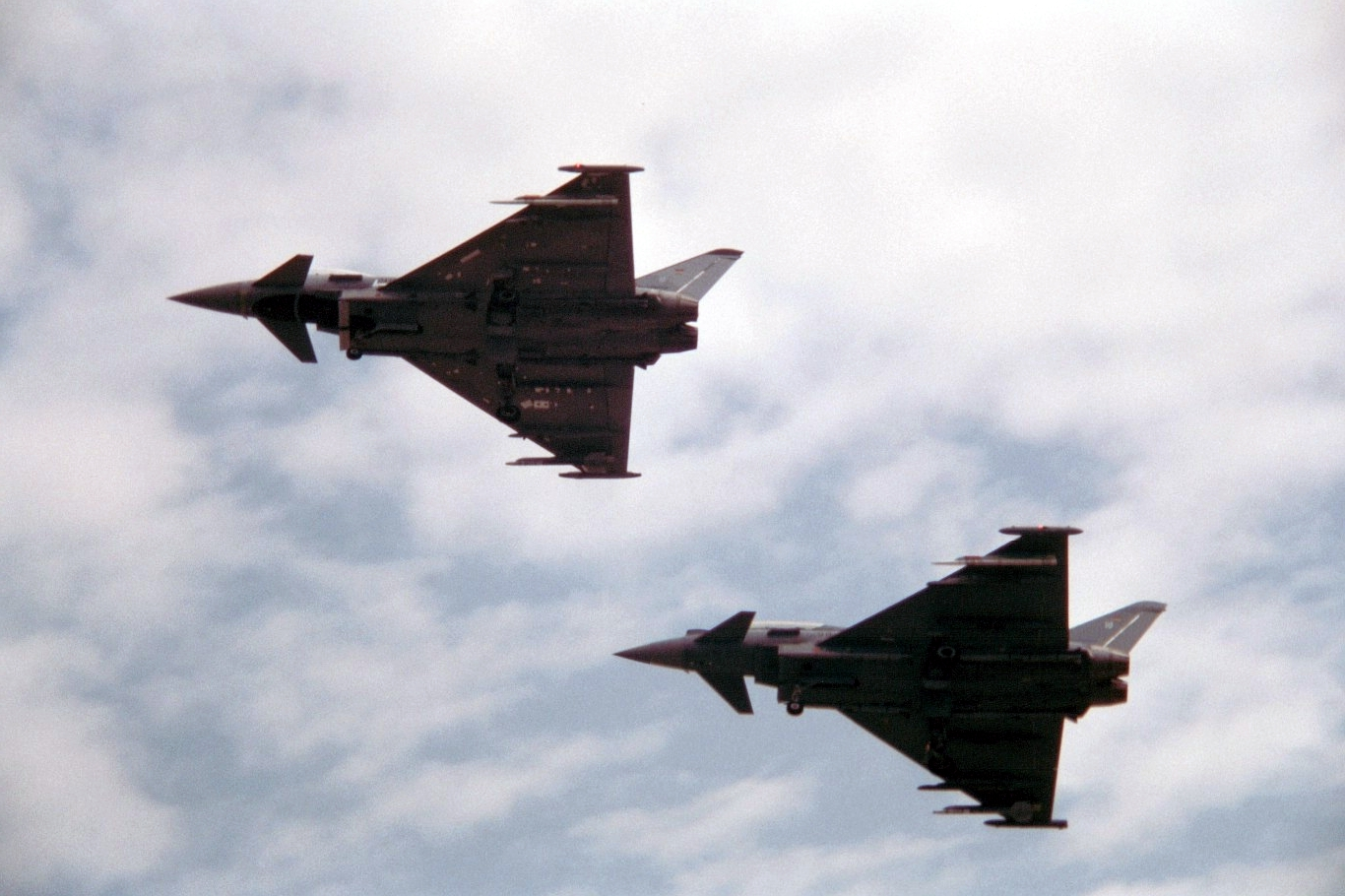
Ejemplo de ala en delta en el Eurofighter Typhoon.

Hay varios tipos de alas para los aviones:

Recta de cuerda constante.
Trapezoidal (recta con estrechamiento).
Elíptica
Flecha
Flecha invertida
Doble flecha
Flecha variable
Delta
Delta con timones canard
Delta con timones traseros
Doble delta
Ojival

Los modelos previos responden a guías generales de cómo son los aviones en la actualidad, pero dependen claramente del avión concreto y la misión a realizar. Por ejemplo, el Fokker 60 es un avión de pasajeros con ala alta y el tren de aterrizaje en los motores.

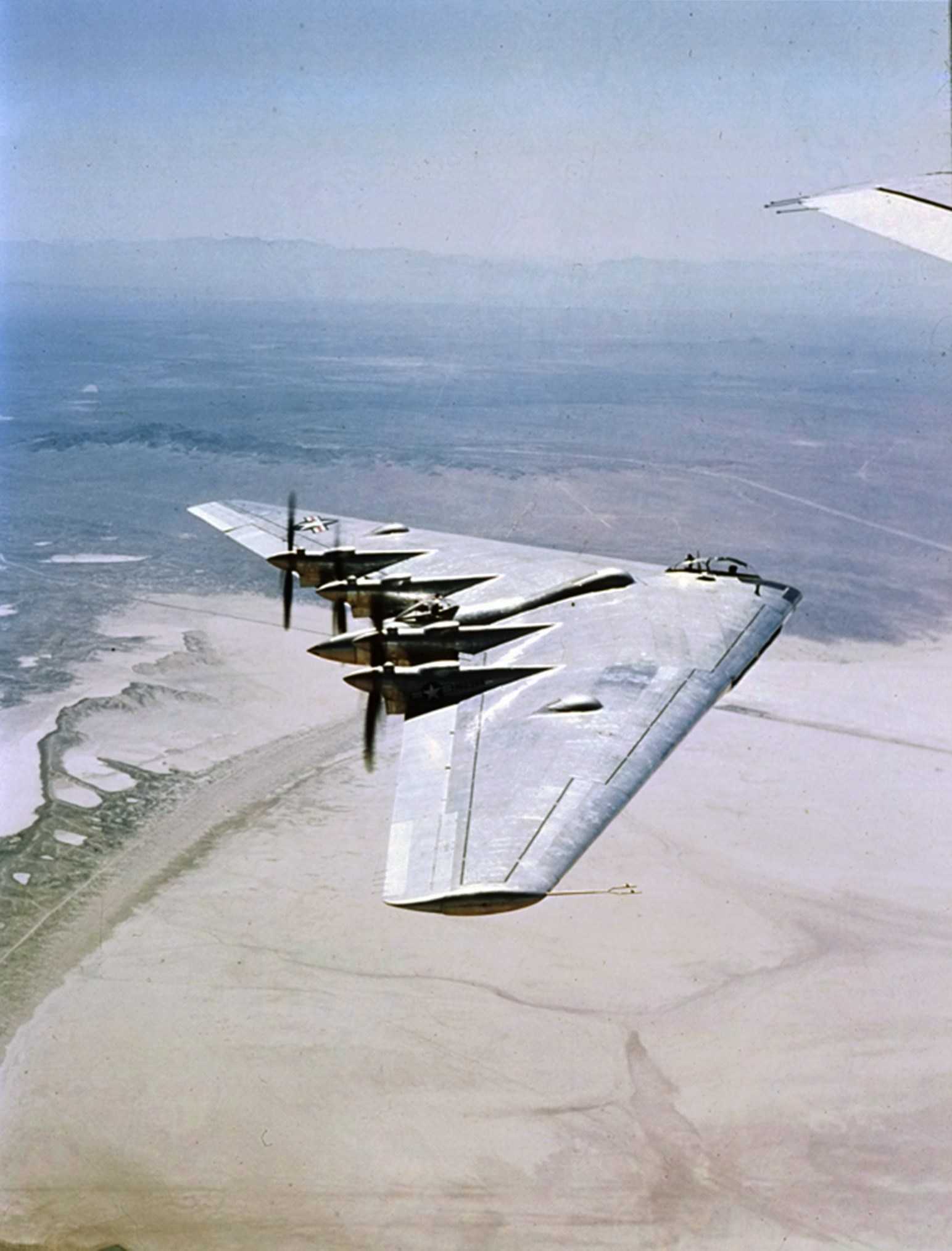
Ala volante Northrop YB-35.

En la actualidad hay diversos estudios para cambiar radicalmente la forma del avión comercial y dejar la estructura fuselaje-ala, pasando a una estructura totalmente integrada llamada ala volante. Esta estructura tiene la ventaja de ofrecer una menor resistencia para un mismo número de pasajeros, aunque hoy en día se enfrenta a un problema a la hora de responder a los requerimientos de evacuación del avión de las autoridades (los pasajeros estarían en filas de 20-30 pasajeros comparadas con el máximo de 11 de hoy en día). Hay diversos aviones operativos (militares en su mayoría) con esta configuración por ejemplo el Northrop YB-49 o el B-2 Spirit. Otra concepción parecida (intermedia) es una fusión de fuselaje y ala en una sola estructura pero sin llegar a ser un solo componente aunque diferenciados. Es el llamado fuselaje integrado, que viene a ser un paso intermedio entre una configuración monoplano clásica actual y la configuración de ala volante.
Todos las configuraciones previas están centradas en los aviones comerciales, que son en su mayoría, aviones que vuelan en subsónico, los aviones militares (especialmente los cazas) vuelan en régimen supersónico y por lo tanto la configuración alar debe responder a esta diferencia. En general los aviones militares supersónicos utilizan una configuración de ala en delta (ya sea con variantes de canard, doble delta...) que responde mejor a las necesidades de la misión. Estas alas tienen sus dificultades y ningún avión usa hoy en día un ala delta pura.

## Partes geométricas móviles del ala

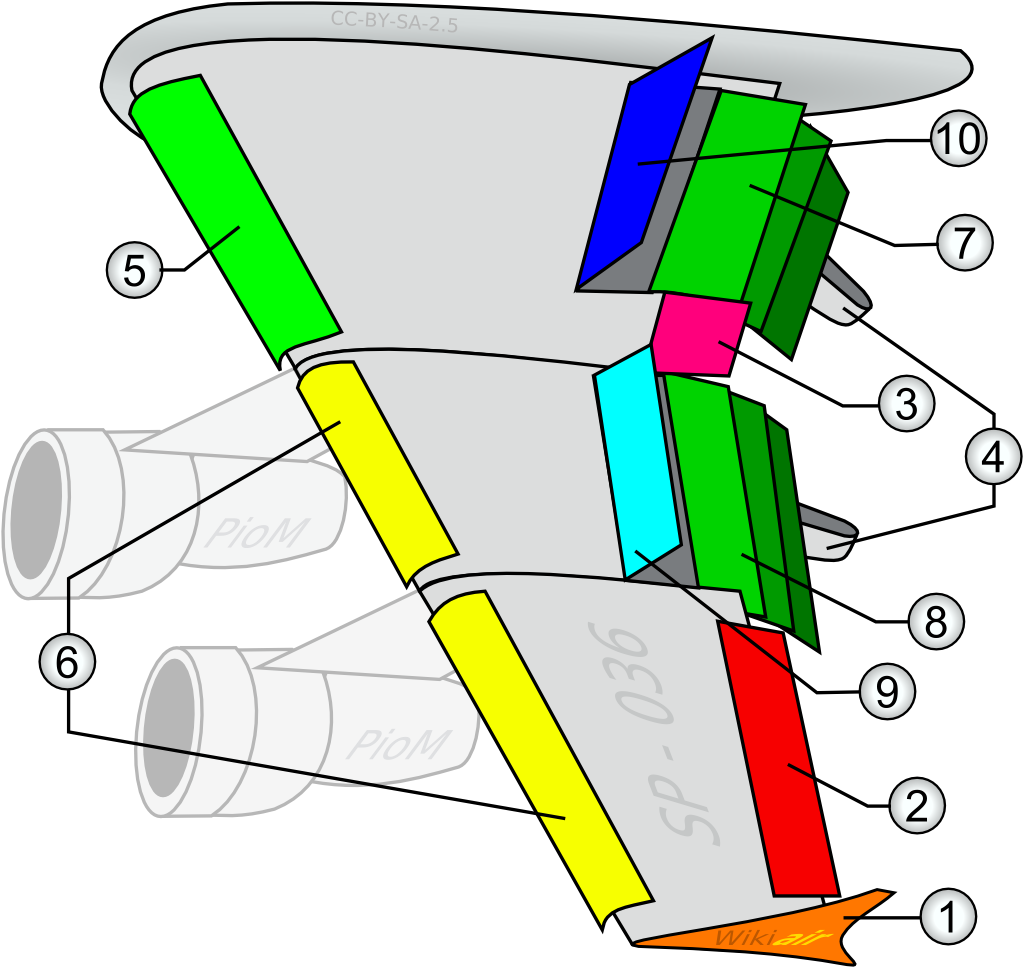
Partes del ala.

- Dispositivo de punta de ala (1): son formas geométricas instaladas en el extremo del ala, de tipo wingtip fence en este caso, su misión es reducir la resistencia inducida del ala ya que evita la conexión entre intradós y el extradós. La distribución de sustentación a lo largo del ala no es uniforme y se produce un fenómeno de barrido de aire hacia la punta del ala, provocando la formación de los vórtices de punta de ala, este efecto es muy acentuado en alas con flecha. Esto provoca que el ala dé energía cinética (en forma de torbellino) al aire consumiendo energía en este proceso, debido a que en el interior del torbellino se forma una zona de baja presión que tiende a "jalar" al avión hacia atrás desde las puntas del ala. Los winglets o aletas reducen este fenómeno, pero en contra generan un elevado momento flector en el encastre del ala. Otros dispositivos de punta de ala son los winglets o los sharklets, raked wing tip.
- Alerones: se encarga de controlar el movimiento de alabeo en vuelo del avión, mediante una deflexión de manera asimétrica de una porción del ala lo más cercana a la punta y hacia el borde de fuga (un alerón hacia arriba y otro hacia abajo), al generar una fuerza ascensional mayor en la porción que baja y una reducción de la sustentación en la porción que sube, se consigue que el avión gire sobre su eje longitudinal. Es de esta forma por la que el avión realiza giros laterales sin consumir una cantidad elevada de combustible y en un espacio reducido. Existen dos alerones en el ala de aeronaves comerciales:
  - Alerón de baja velocidad o externo (2): usado para realizar giros con el avión a bajo Mach.
  - Alerón de alta velocidad o interno (3): usado para realizar giros con el avión a Mach de crucero.
- Dispositivos hipersustentadores: son usados durante el despegue o el aterrizaje. La misión de estos elementos es reducir la velocidad mínima que el avión necesita para despegar o aterrizar. Para lograrlo hay varias técnicas: aumentar la superficie de ala, el coeficiente de sustentación del ala, aumentar el coeficiente de sustentación máximo del ala... de esta forma se incrementa la fuerza total de sustentación a una velocidad dada, pudiendo aterrizar a una menor velocidad. La deflexión de estos dispositivos incrementa la resistencia aerodinámica del avión. Pueden ser dispositivos pasivos (mediante una modificación de geometría, aumentando la superficie y/o la curvatura del perfil aerodinámico) o activos (mediante la inyección de energía al aire). Geométricamente:
  - Carenados de los flaps (4):.
  - Flap Krueger (5): es un dispositivo hipersustentador pasivo complejo.
  - Slats (6). Son dispositivos de borde de ataque.
  - Flap de 3 partes interior (7).
  - Flap de 3 partes exterior (8).
- Espóiler, disruptor o deflector (9): son unos elementos usados para destruir la sustentación del ala. Son usados durante el aterrizaje, una vez que el avión toca suelo con las ruedas se despliegan estos dispositivos que evitan que el avión vuelva al aire, a su vez también son usados en caso de descompresión en cabina, al romper la sustentación el avión baja rápidamente a un nivel de vuelo donde la presión sea la adecuada. Finalmente son usado por muchos aviones para bajar más rápidamente (se deflexionan ligeramente).
- Espóiler-Aerofreno (10): Se emplean sobre todo en reactores que desarrollan altas velocidades y sirven para posar el avión en la pista de aterrizaje

## Estructura resistente del ala

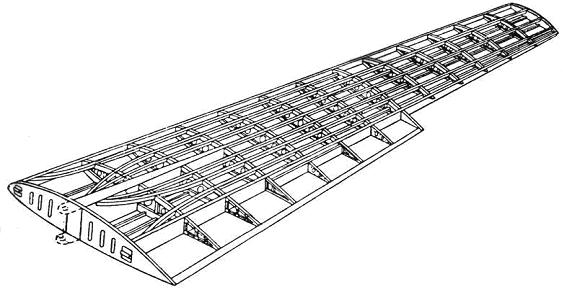
Estructura del ala, donde se pueden apreciar los largueros, costillas y larguerillos.

Sección de ala y caja de torsión.

El ala es, sin duda, uno de los mayores logros de la ingeniería aeronáutica. Combina en un solo componente una estructura eficiente, un componente multifuncional y una ligereza asombrosa. La arquitectura alar actual se basa en la tecnología semimonocasco basada en varios componentes que cumplen un función específica. Hoy en día con la introducción de los materiales compuestos avanzados, la fabricación de la estructura empieza a ser de piezas integradas (larguerillos-revestimiento) pero los componentes (aunque integrados en una pieza) siguen siendo distinguibles:
- Largueros: en los aviones de fuselaje ancho suele haber tres largueros en la raíz. Dos forman la caja de torsión y el tercero asegura la forma cerca del encastre donde el ala es más grande, para luego quedar solo dos largueros (muchos aviones solo poseen 2 largueros). Entre los largueros anterior y posterior están situados los depósitos de combustible del ala. La misión de los largueros es dar resistencia a la flexión al ala.
- Costillas: son estructuras que dan resistencia a la torsión al ala y la forma aerodinámica de la misma. Se encuentran intercaladas de manera (más o menos) perpendicular a los largueros. Suelen estar vaciadas para eliminar material no necesario y aligerar peso. Junto con los largueros dan forma a los depósitos de combustible y deben estar preparadas para resistir químicamente el combustible.
- Larguerillos: son pequeñas vigas (más pequeñas que los largueros) que se sitúan entre costillas para evitar el pandeo local del revestimiento. Pueden estar integrados en el propio revestimiento formando una sola pieza (suelen estar integrados en los aviones recientes de material compuesto).
- Revestimiento: es la parte externa del ala, cuya misión es resistir esfuerzos cortantes y aislar el combustible del medio ambiente. Es lo que vemos como "la piel del ala".

Aparte de todos estos componentes estructurales internos, el ala lleva los elementos que componen la cinemática de los dispositivos hipersustentadores.

## Geometría del ala
- Perfil alar: Es la forma de la sección del ala, es decir lo que veríamos si cortáramos ésta transversalmente "como en rodajas". Salvo en el caso de alas rectangulares en que todos los perfiles ("rodajas") son iguales, lo habitual es que los perfiles que componen un ala sean diferentes; se van haciendo más pequeños y estrechos hacia los extremos del ala.

- Borde de ataque: Es el borde delantero del ala, la línea que une la parte anterior de todos los perfiles que forman el ala. Es una definición geométrica, no física, ya que no coincide con los puntos de remanso de los perfiles en vuelo. Es también la zona más susceptible a tener formación de hielo, por lo tanto suele tener sistemas de deshielo o antihielo.

- Borde de salida o de fuga: Es el borde posterior del ala, es decir la línea que une la parte posterior de todos los perfiles del ala; o dicho de otra forma: la parte del ala por donde el flujo de aire perturbado por ella, retorna a la corriente libre. Es en este borde donde se ubican parte de los componentes de hipersustentación como los flaps

- Extradós: Parte superior del ala comprendida entre los bordes de ataque y salida. En esta zona (en vuelo normal del avión) se forman bajas presiones y el aire es acelerado. Es normal encontrarse ondas de choque en esta zona.

- Intradós: Parte inferior del ala comprendida entre los bordes de ataque y salida. En esta zona (en vuelo normal del avión) se forman sobrepresiones. Una sobrepresión en el intradós unida a una depresión en el extradós compone la sustentación global de ala.

- Espesor: Distancia entre el extradós y el intradós, que varía a lo largo de la cuerda.

- Cuerda: Es la línea recta imaginaria trazada entre los bordes de ataque y de salida de cada perfil.

- Cuerda media: Al igual que los perfiles del ala no suelen ser iguales, sino que van disminuyendo hacia los extremos, lo mismo sucede con las cuerdas de cada uno. Por tanto, al tener cada perfil una cuerda distinta, lo normal es hablar de cuerda media del ala. Se definen dos tipos de cuerta: la cuerda media aerodinámica y la cuerda media geométrica.

- Línea del 25% de la cuerda: Línea imaginaria que se obtendría al unir todos los puntos situados a una distancia del 25% de la longitud de la cuerda de cada perfil (medida desde el borde de ataque), distancia medida comenzando por el Borde de ataque.

- Curvatura. Del ala desde el borde de ataque al de salida. Curvatura superior se refiere a la de la superficie superior (extradós); inferior a la de la superficie inferior (intradós), y curvatura media a la equidistante a ambas superficies. Aunque se puede dar en cifra absoluta, lo normal es que se exprese en % de la cuerda.

- Superficie alar: Superficie total correspondiente al ala. Este término puede ser confuso, ya que la superficie del ala puede tener en cuenta los dispositivos de punta de ala o no, dando superficies diferentes. La superficie alar es usada como referencia a la hora de calcular los coeficientes de fuerzas.

- Envergadura: Distancia entre los dos extremos del ala. Por definición, si multiplicamos la envergadura por la cuerda media geométrica debemos obtener la superficie alar.

- Alargamiento: Cociente entre la envergadura y la cuerda media. Este dato nos dice la relación existente entre la longitud y la anchura del ala (Envergadura/Cuerda media). Por ejemplo; si este cociente fuera 1 estaríamos ante un ala cuadrada de igual longitud que anchura. Obviamente a medida que este valor se hace más elevado el ala es más larga y estrecha. Este cociente afecta a la resistencia inducida de forma que: a mayor alargamiento, menor resistencia inducida. Las alas cortas y anchas son fáciles de construir y muy resistentes estructuralmente pero generan mucha resistencia; por el contrario las alas alargadas y estrechas generan poca resistencia pero son más difíciles de construir y presentan problemas estructurales. Normalmente el alargamiento suele estar comprendido entre 5:1 y 10:1. o más. A menor alargamiento, más velocidad posible (menos resistencia) pero requiere asimismo más empuje o tracción (aviones rápidos); a mayor alargamiento, menos velocidad pero menos empuje o tracción requeridos. El extremo lo constituyen los planeadores cuya resistencia inducida es mínima y su coeficiente de planeo máximo.

- Flecha: Ángulo que forman las alas (más concretamente la línea del 25% de la cuerda) respecto del eje transversal del avión. La flecha puede ser positiva (extremos de las alas orientados hacia atrás respecto a la raíz o encastre, que es lo habitual), neutra, o negativa (extremos adelantados). Para tener una idea más gráfica, pongamos nuestros brazos en cruz como si fueran unas alas; en esta posición tienen flecha nula, si los echamos hacia atrás tienen flecha positiva, y si los echamos hacia delante tienen flecha negativa.

- Estrechamiento alar: En un ala, relación entre la cuerda del perfil alar en la punta del ala dividido por la cuerda del perfil alar del encastre. (Estrechamiento=Cuerda del perfil en la punta de ala/Cuerda del perfil del encastre). Es decir, la variación de la longitud de la cuerda a lo largo del ala. Un ala rectangular tiene un estrechamiento 1 y un ala triangular estrechamiento 0. Puede darse estrechamiento de dos formas (o ambas):
  - Estrechamiento en planta (planform taper): reducción de la cuerda y el espesor desde el encastre hasta la punta ("conicidad").
  - Estrechamiento en espesor (thickness taper): reducción del espesor desde el encastre hasta la punta, pero la cuerda se mantiene constante.

## Forma en planta del ala
A la hora de diseñar un avión la forma en planta determinará principalmente la distribución de carga alar (y por lo tanto los esfuerzo en el encastre), la eficiencia del ala y la resistencia del ala, además hay que tener en cuenta a la hora de elegirla factores como el coste de fabricación, el espacio para los sistemas y las condiciones de vuelo del avión.
Por las formas en planta las alas se pueden clasificar en:
- Rectangular o recta. Es típica de las avionetas, un ala con forma de rectángulo. Muy barata y fácil de construir. Esta ala se instala en aviones que realicen vuelos cortos (en tiempo) a baja velocidad y que premien el obtener un avión barato antes que eficiente. Ejemplos de aviones con ala rectangular son el Piper PA-32, el Thorp T-18 o bien el Pilatus PC-6[9][10]

Ala Recta
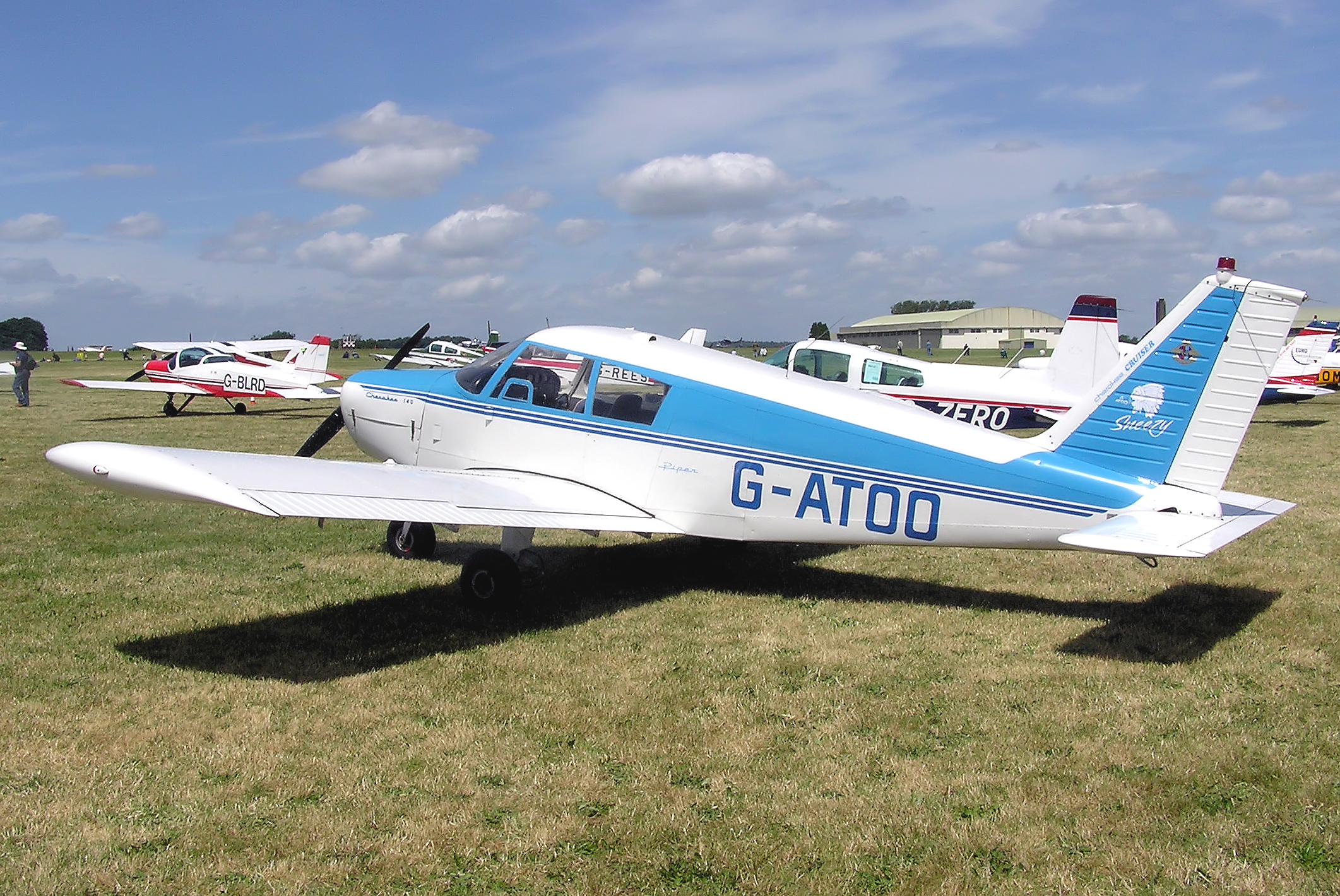
Piper PA-32 Cherokee Six
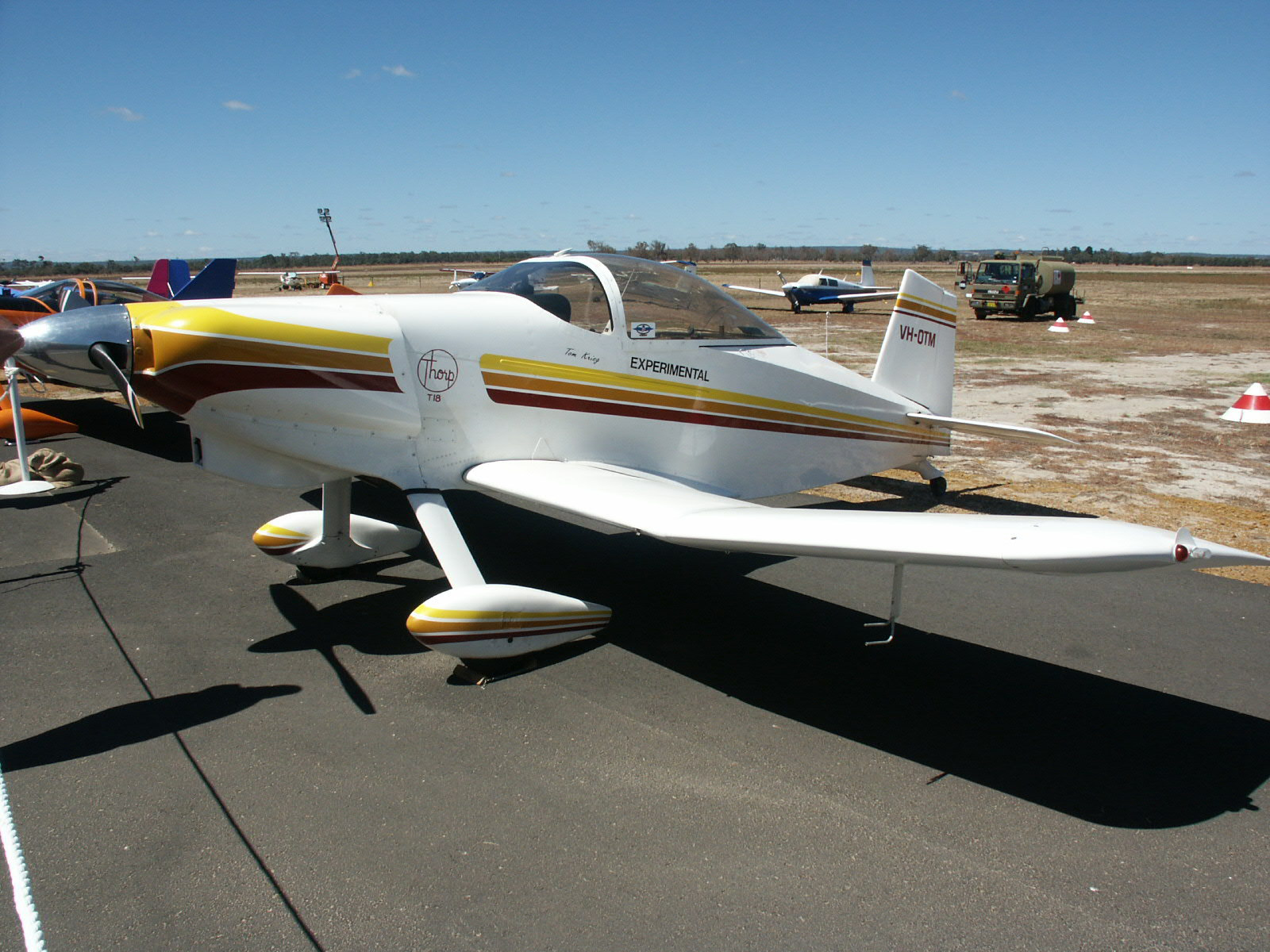
Thorp T-18
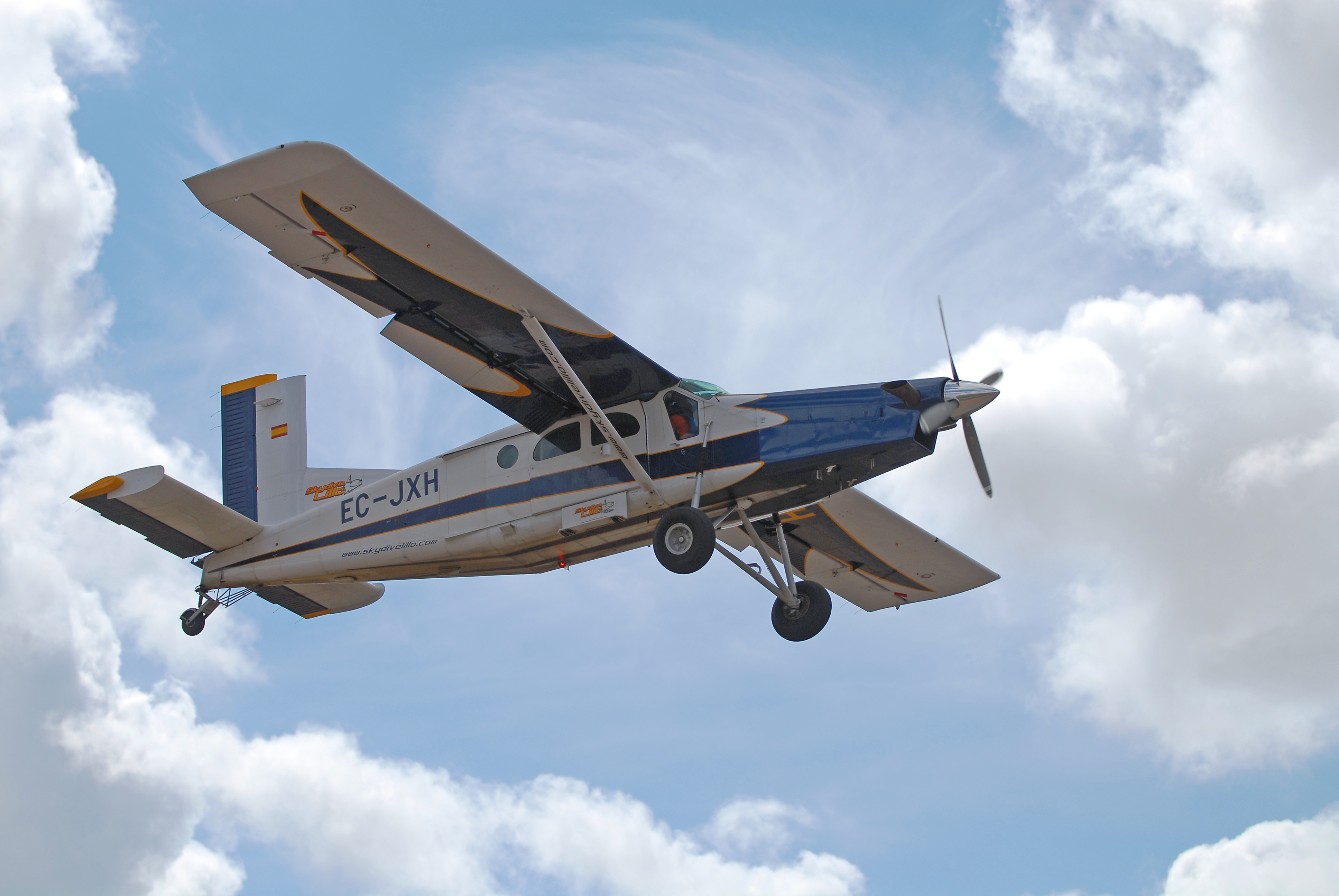
Pilatus PC-6 Porter
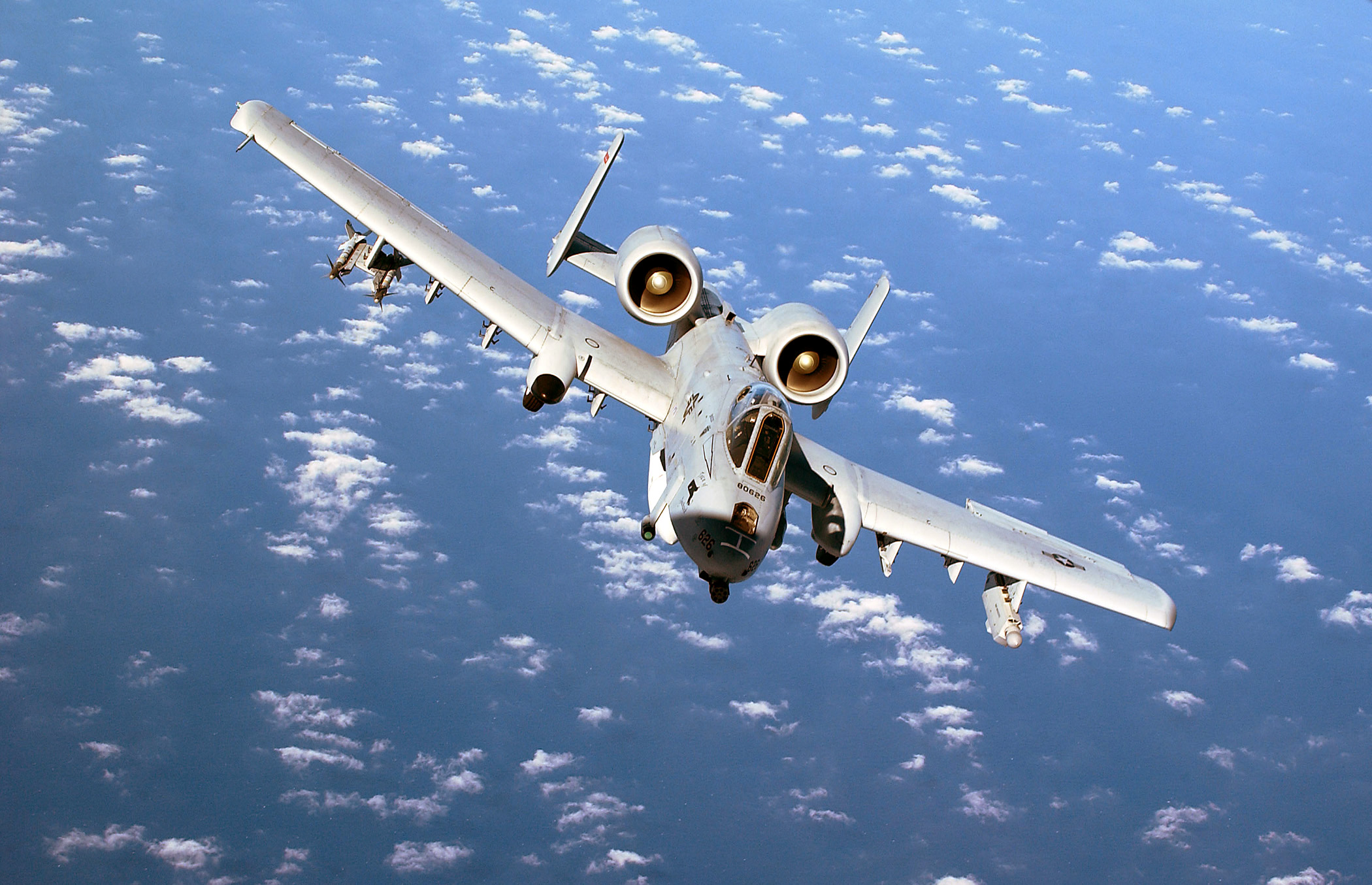
Fairchild-Republic A-10 Thunderbolt II

- Trapezoidal. También típica de avionetas, es un ala que su anchura de la raíz a la punta se reduce progresivamente dándole una forma trapezoidal. Es más eficiente que el ala recta dando para una dificultad de construcción no mucho mayor. También es posible encontrar este tipo de ala en los cazas supersónicos. Aviones que usan esta ala son, con un ala muy pequeña, el X-3 Stiletto, o los cazas F-22 Raptor y X-32.[11][12][13]

Trapezoidal
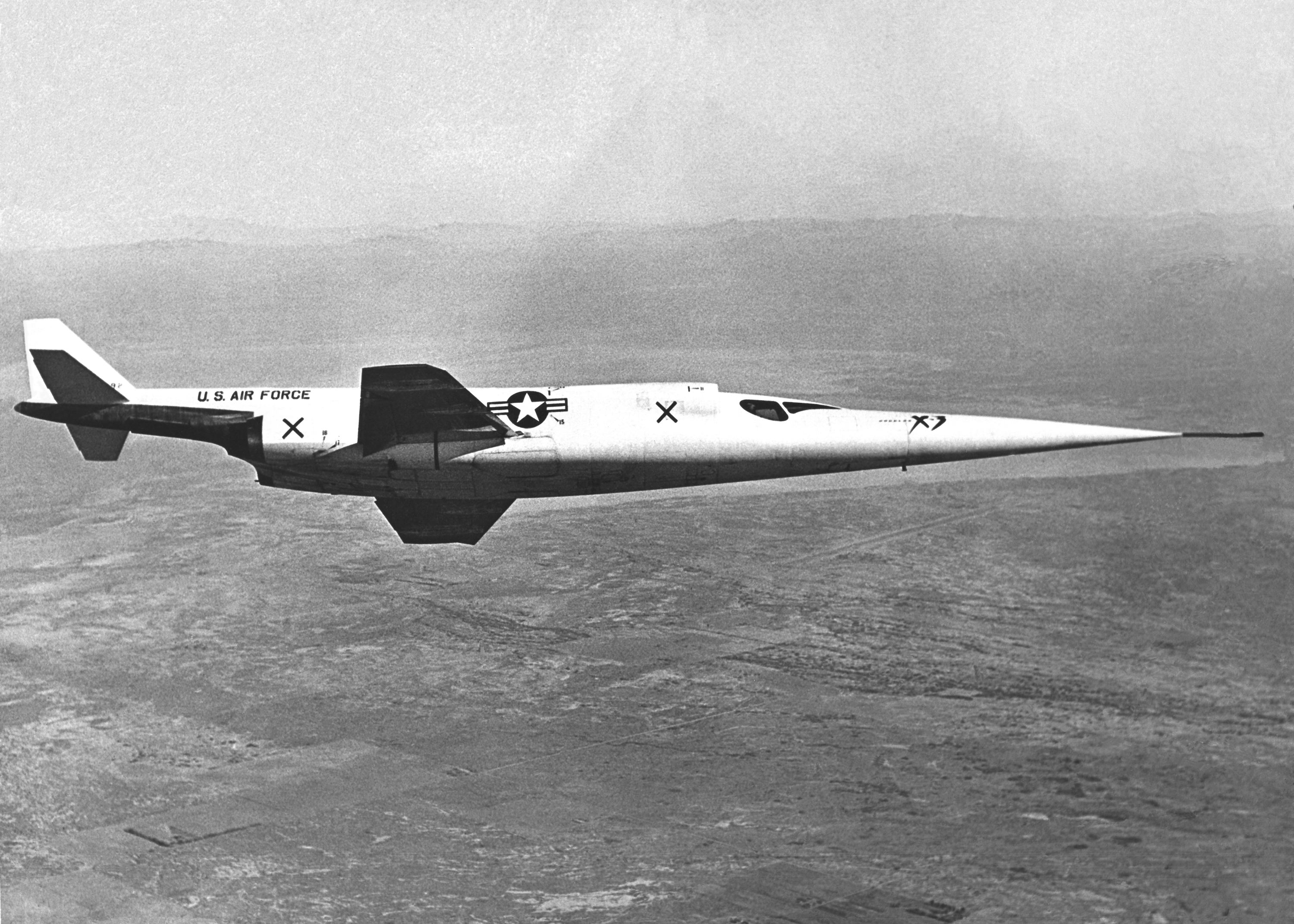
X-3 Stiletto de ala pequeña
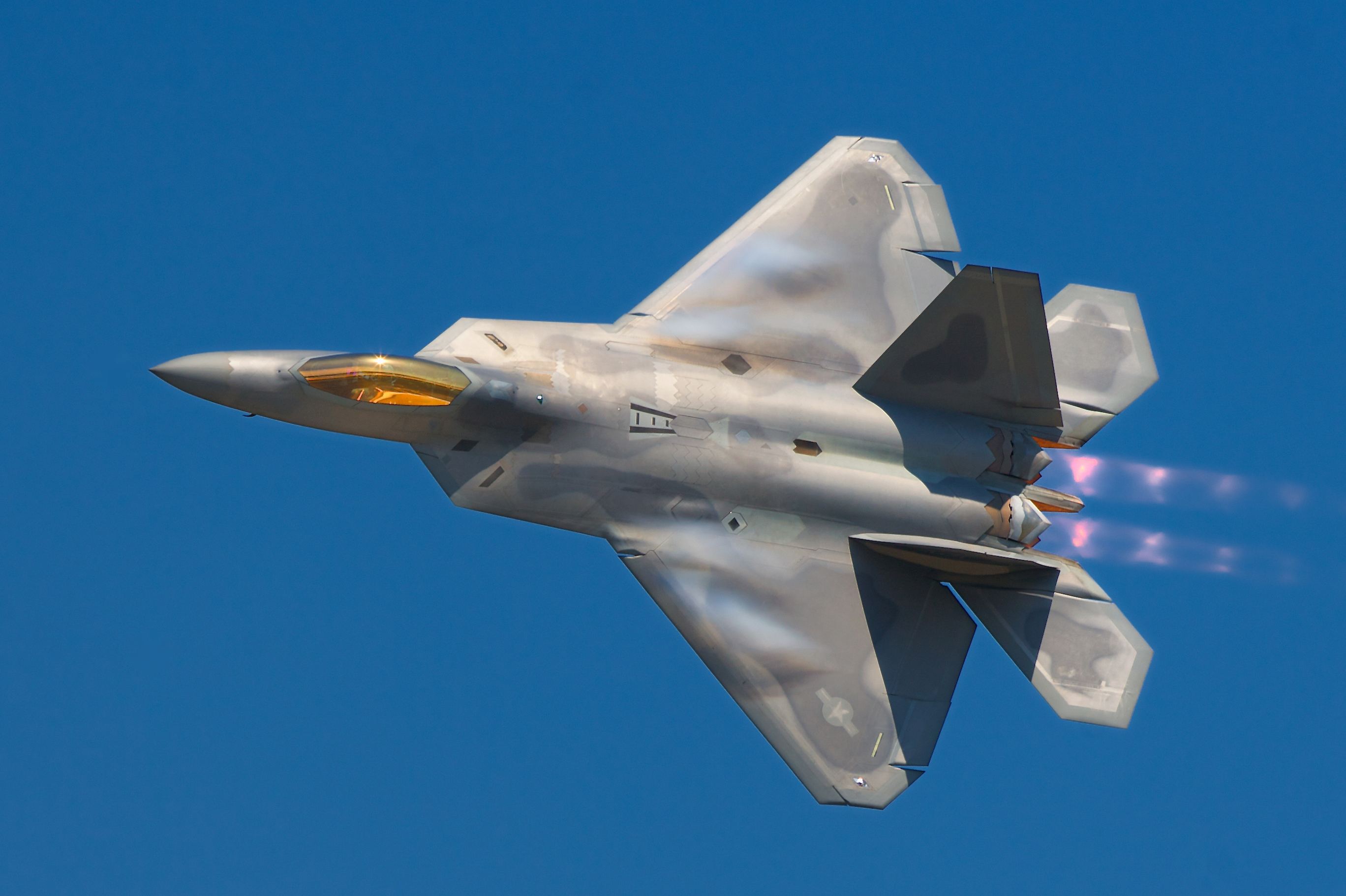
F-22 Raptor caza con un ala de bajo alargamiento
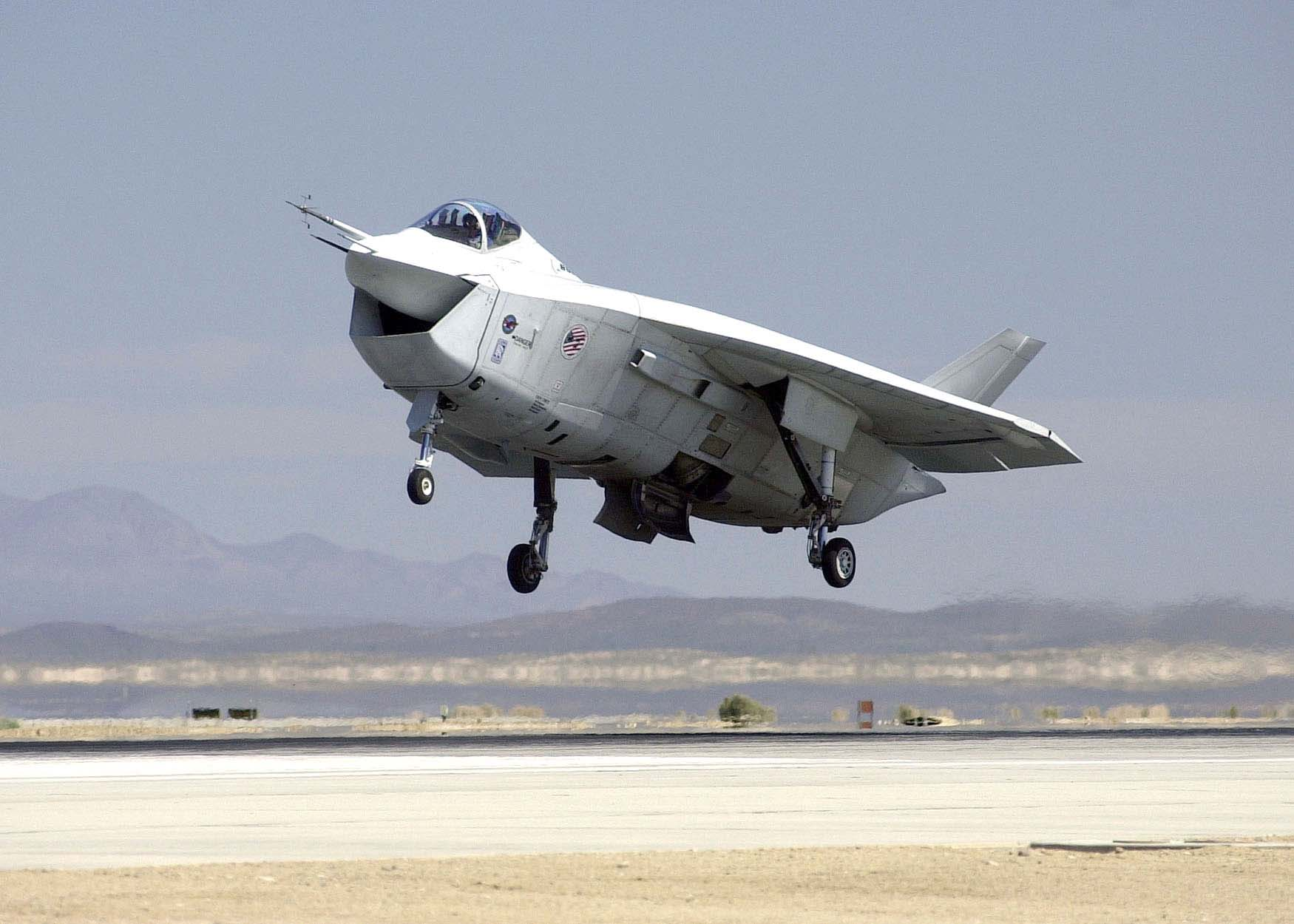
X-32, un prototipo de caza de Boeing
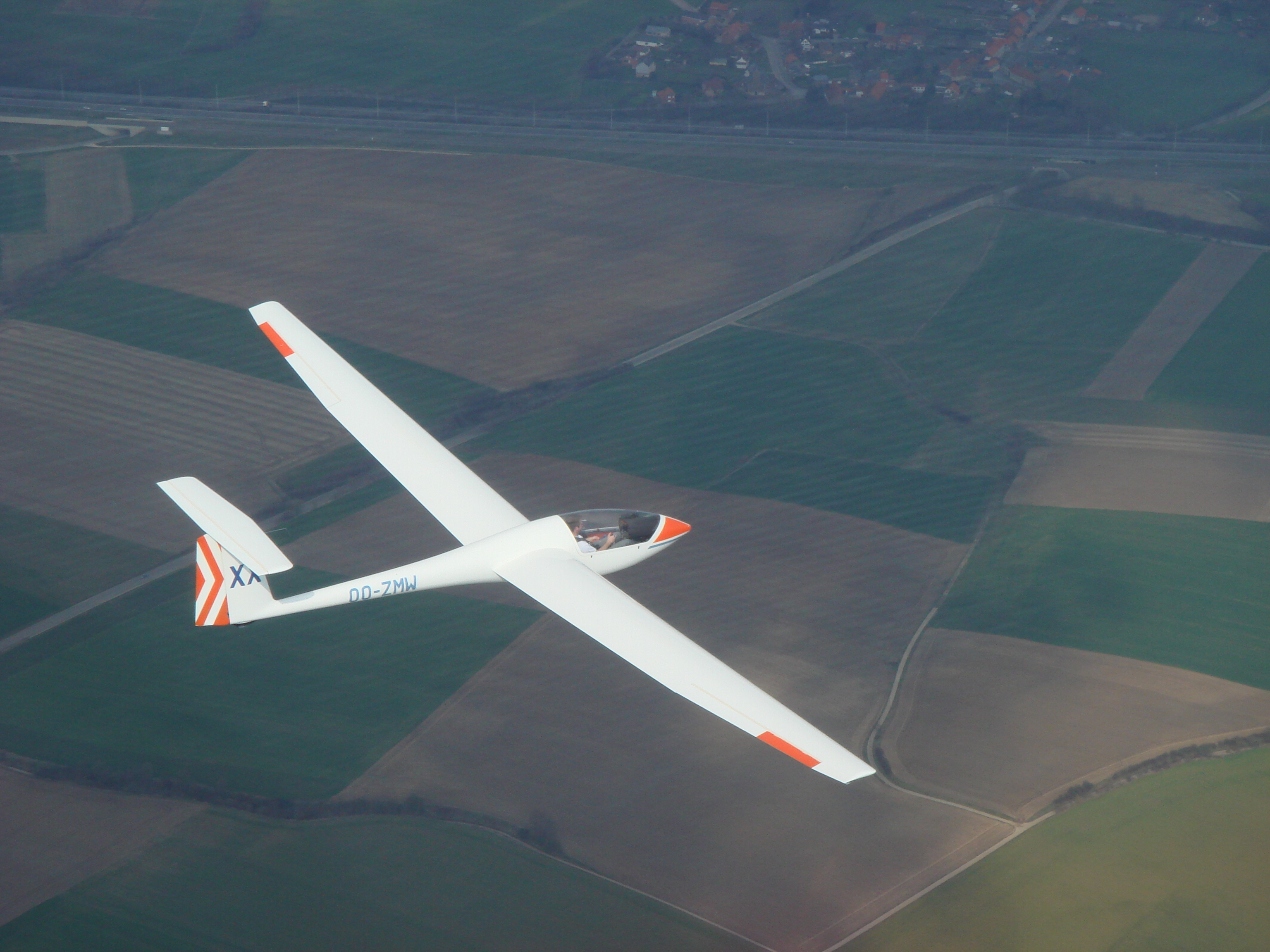
Grob 102 Astir, un velero monoplaza, se aprecia el gran alargamiento

- Elíptica. Ala que minimiza la resistencia inducida.[14] Típica de algunos cazas de la Segunda Guerra Mundial ya que no utilizaban dispositivos de punta de ala. Bastante complicada de construir, es un ala prácticamente en desuso. Cazas como el Supermarine Spitfire, el Heinkel He 112, algunos modelos del Heinkel He 111 y el Bäumer Sausewind.[15][16]

Elíptica
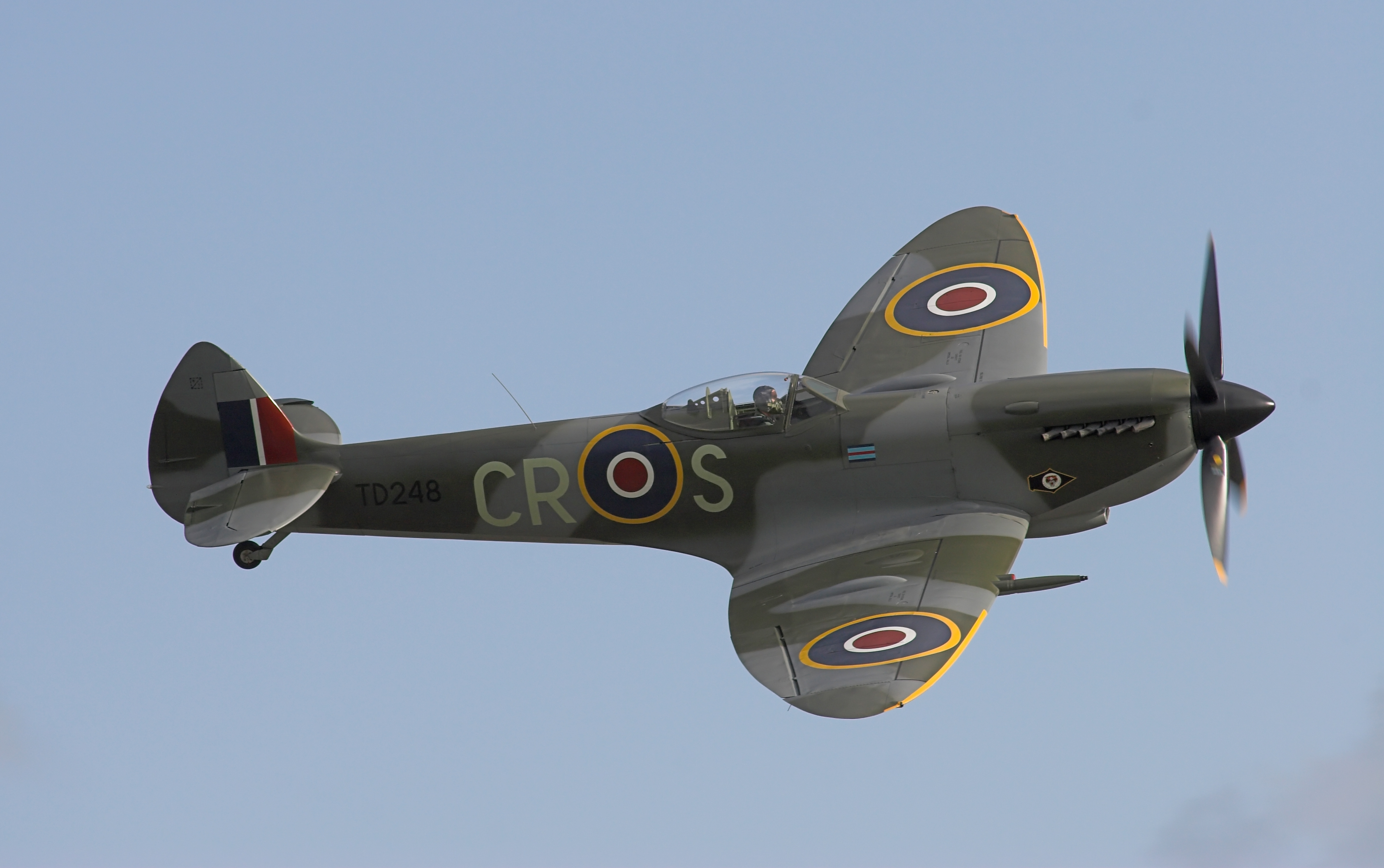
Supermarine Spitfire, famoso caza de la Segunda Guerra Mundial
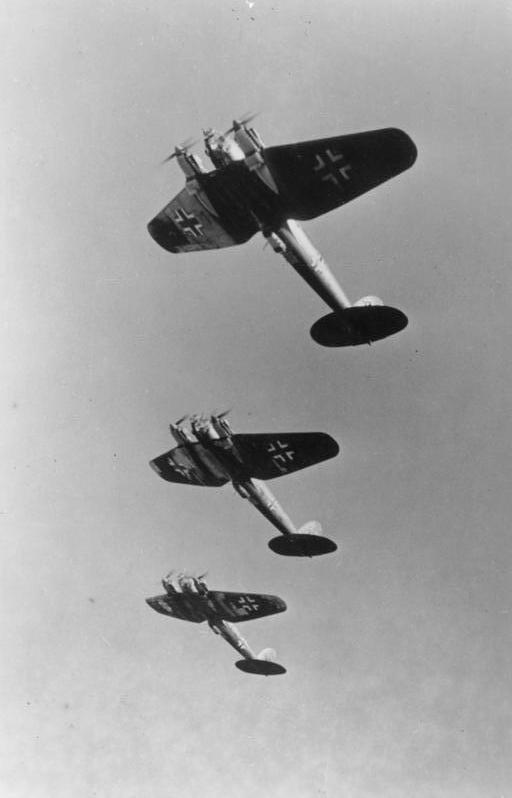
Tres Heinkel He-111 en formación.

- Flecha. El ala forma un ángulo no recto con el fuselaje, de esta forma se consigue engañar al aire que se encuentra el avión reduciendo el número de Mach que ven realmente los perfiles del ala.[17] Son típicas de aviones en vuelo subsónico alto, de esta forma consigue reducir el Mach de divergencia y por lo tanto a una misma potencia motor pueden volar más rápido. También suelen llevar este tipo de ala los cazas supersónicos cuando no usan otras configuraciones. Ejemplos de ala en flecha nos los podemos encontrar en la mayoría de los aviones actuales de transporte de pasajeros, el B-52 (uno de los primeros aviones reactores de serie en servicio), el Su-47 con flecha invertida o el F-14 con ala de flecha variable.[18][19][20]

Flecha
Flecha invertida
Flecha variable
Doble flecha

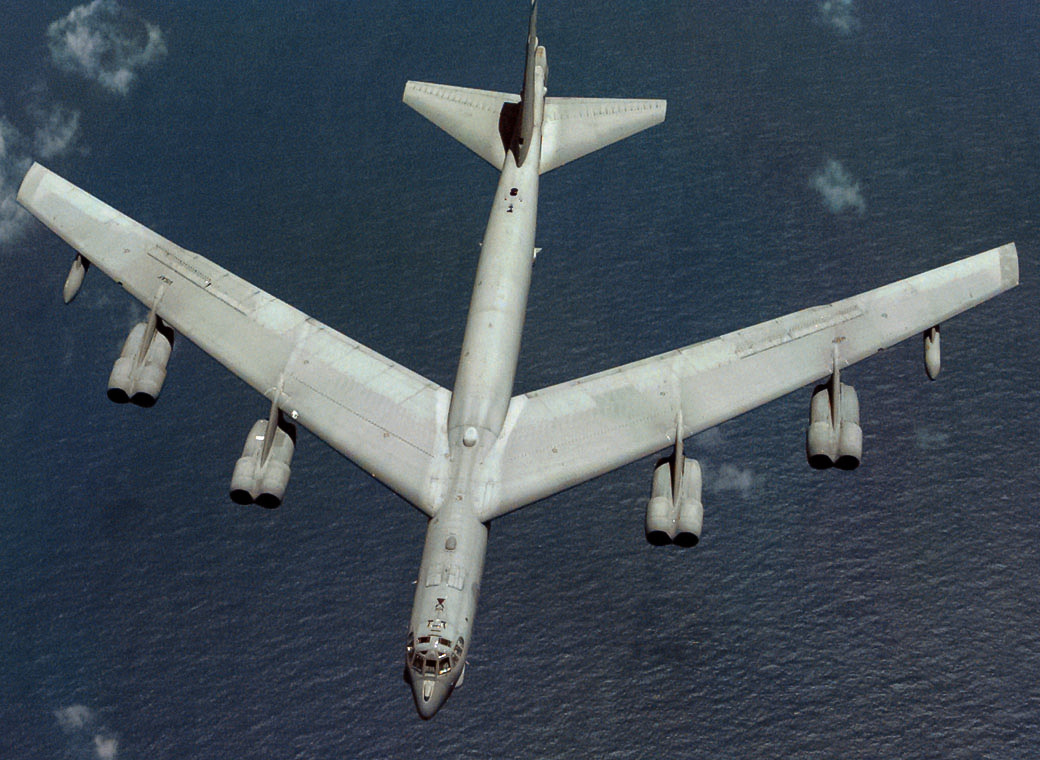
B-52, avión con ala en flecha.
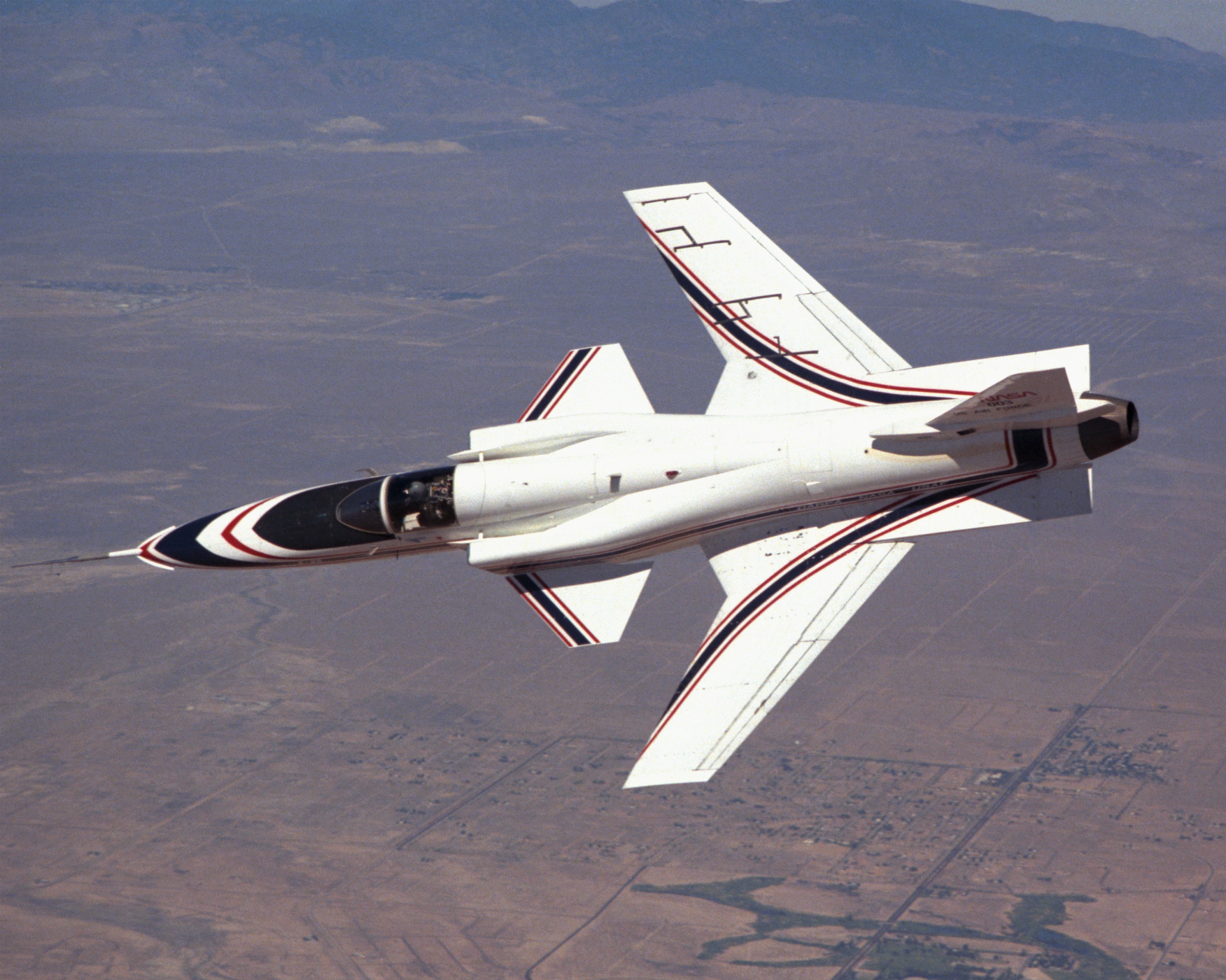
X-29, avión experimental con ala en flecha invertida.
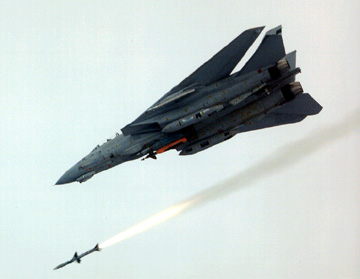
F-14 Tomcat, avión ala de geometría variable, con alas plegadas (flecha elevada).
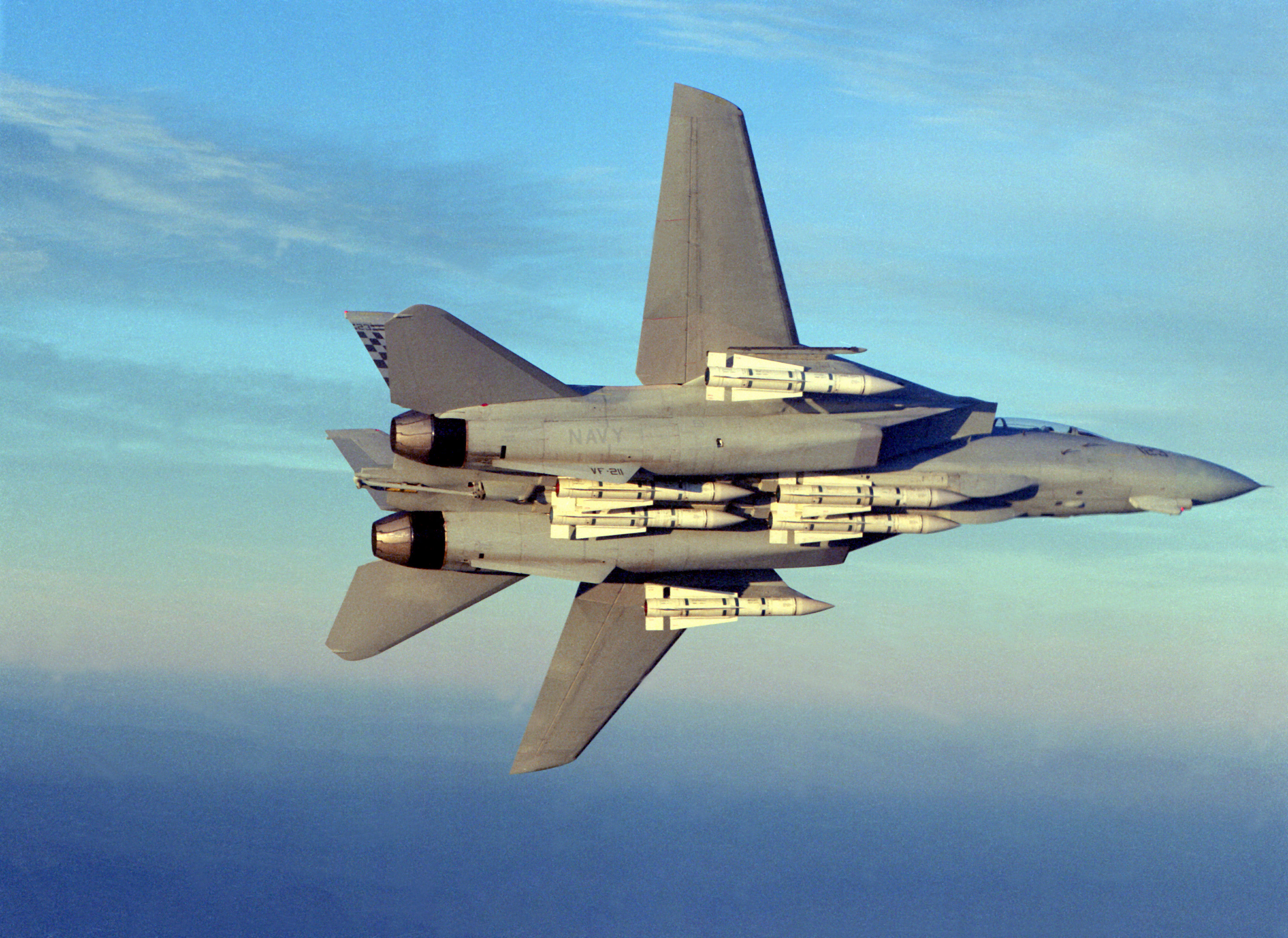
F-14 Tomcat con alas extendidas (flecha pequeña).

- Delta es el ala generalmente usada para aviones en vuelo supersónico, especialmente en cazas de combate. La gran ventaja de esta ala es que consigue que el borde de ataque del ala quede retrasado respecto a la onda de choque generada por la punta del avión. Una gran mayoría de cazas poseen este tipo de ala como el F-106, también usando un canard como el Eurofighter typhoon (cuyo fuselaje además cumple la regla del área)[21][22]

Delta
Delta con canard
Delta con timones
Doble delta

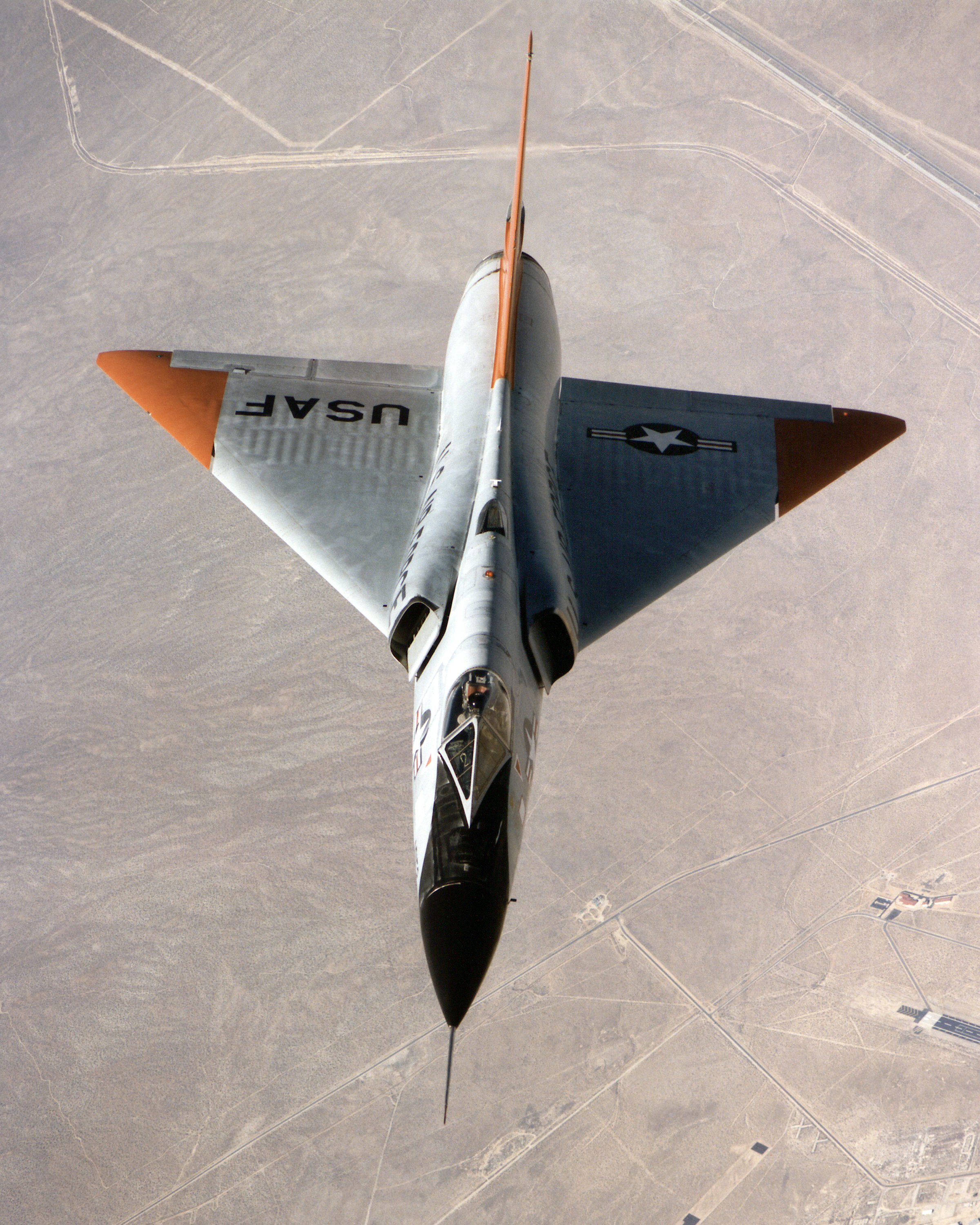
F-106 con ala en delta. También tiene un fuselaje adaptado a la regla del área
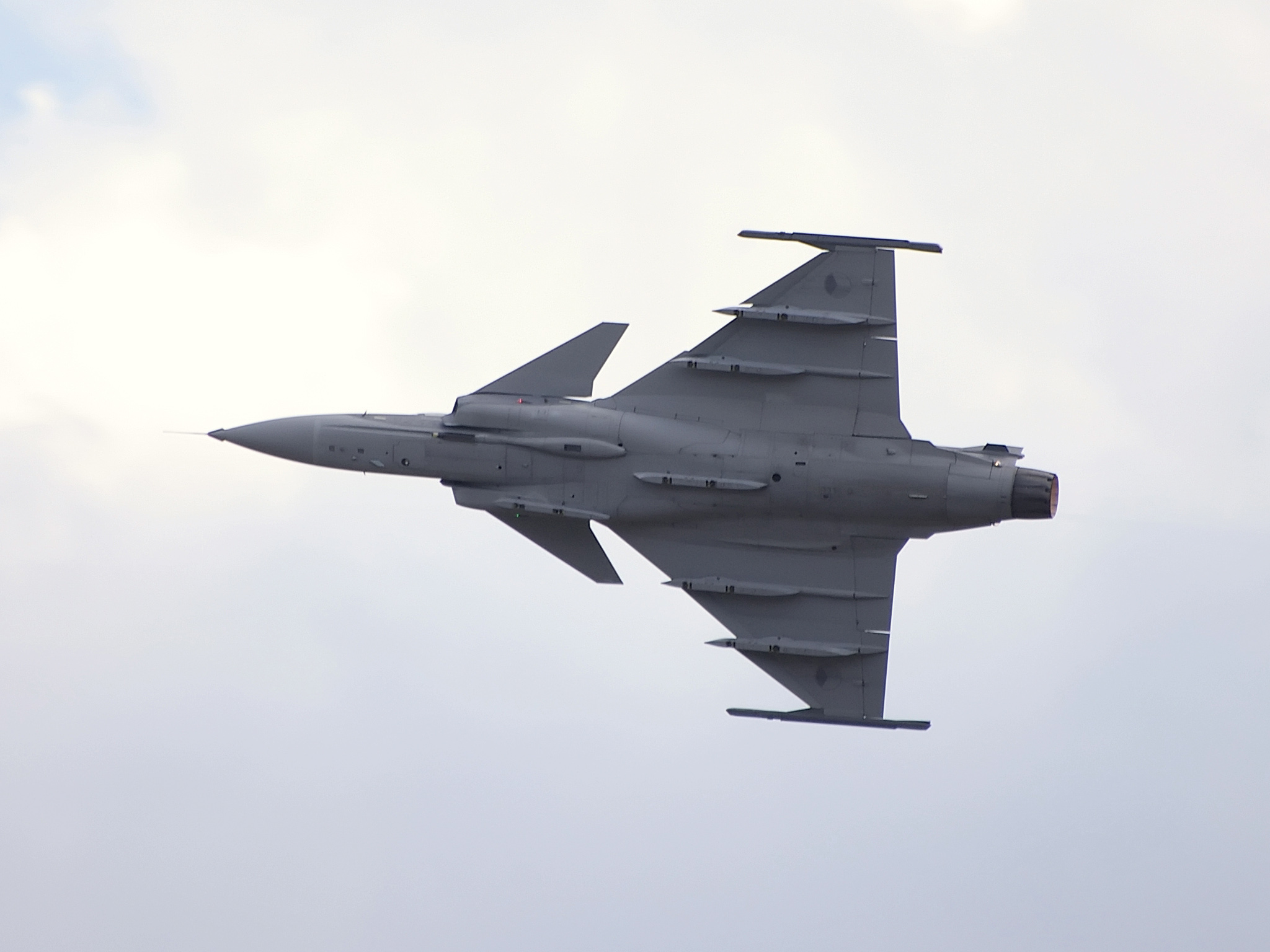
Saab 39 Gripen, avión con ala en delta y canards.
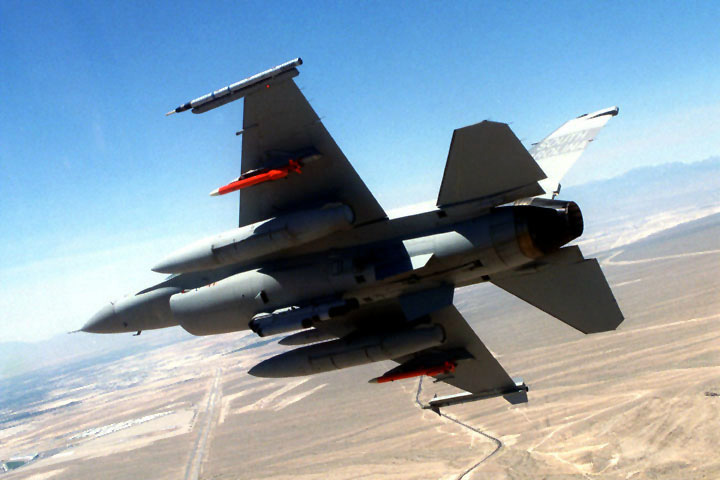
F-16, avión con ala en delta y timones.
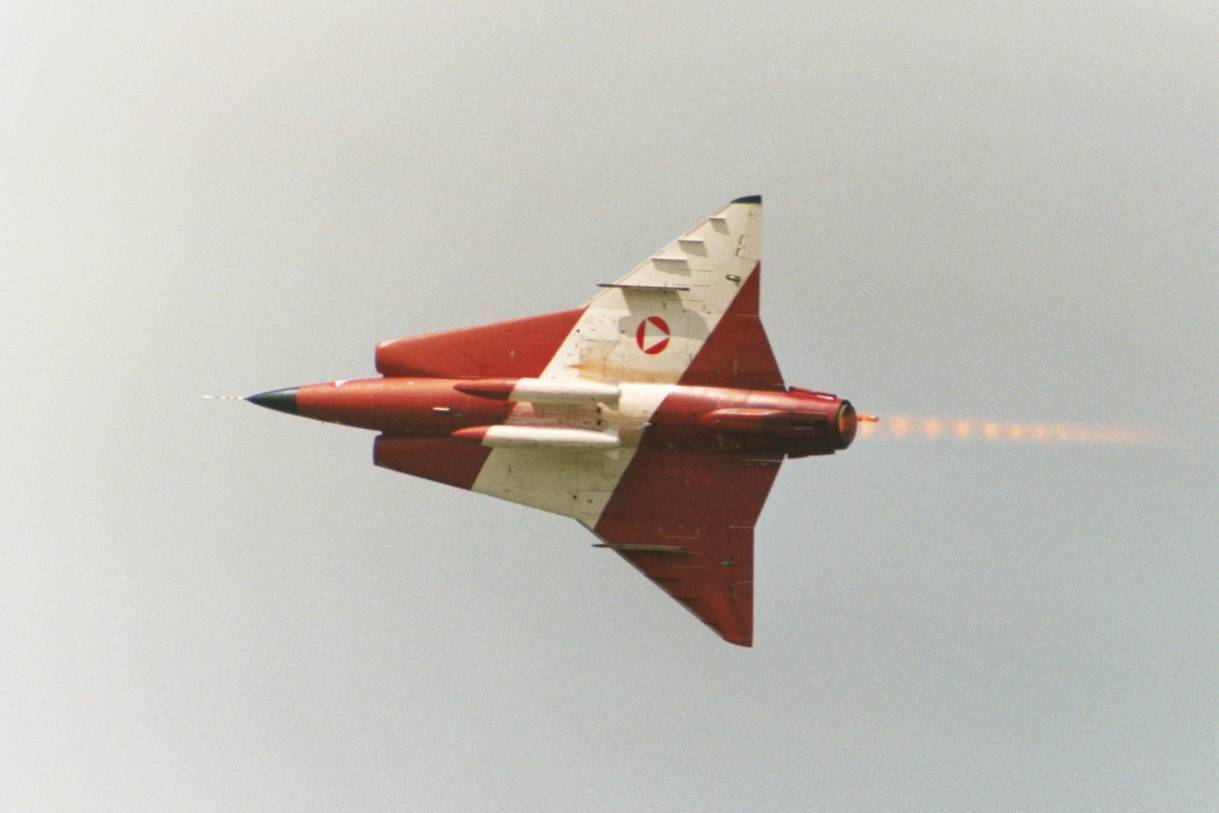
Saab 35 Draken, avión con ala en doble delta.

- Ojival. Es una variación del ala en forma de delta. El avión supersónico Concorde es un claro ejemplo para este tipo de ala.

Ojival
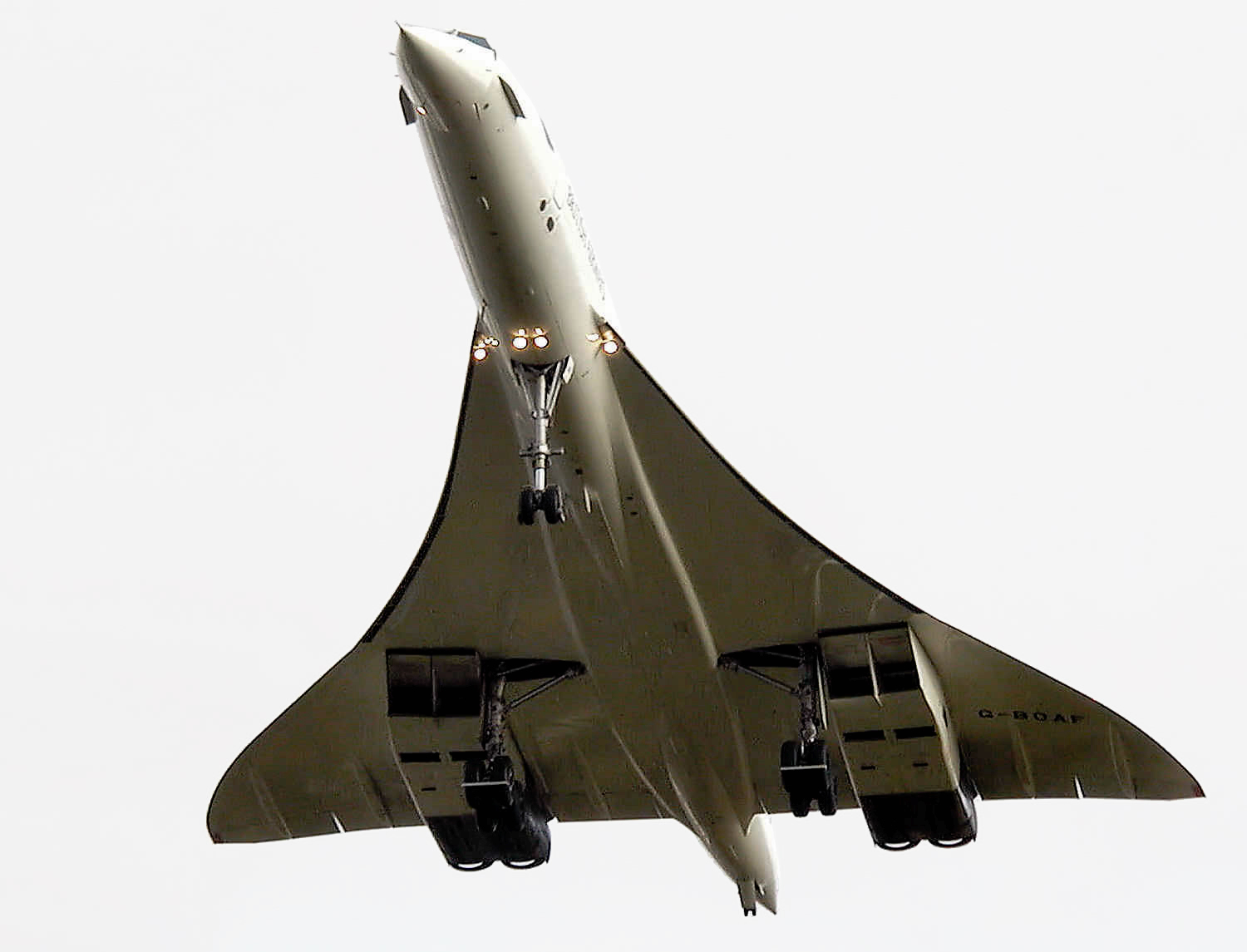
Concorde, el avión comercial supersónico de la industria europea